# 空から日本を見てみよう
『空から日本を見てみよう』（そらからにほんをみてみよう）は、テレビ東京系列で放送されたバラエティ番組・紀行番組である。
本項では、BSジャパンで、続編として2012年10月2日から 2018年9月27日まで放送されていた『空から日本を見てみよう plus』（そらからにほんをみてみよう プラス、以下『plus』と表記）、外編として放送されていた『くもじいの休日 空から伊勢志摩を見てみよう』（くもじいのきゅうじつ そらからいせしまをみてみよう、以下『くもじいの休日』と表記）についても記述する。それらの内容は共通のものが多いが、「地上波レギュラー時代」と示した場合はテレビ東京系列で放送されていた内容のみに対する記述である。

## 概要
ヘリコプターによる空撮映像を用い、2つのキャラクター化された雲が空を散歩する設定で地上波レギュラー時代は関東地方を中心に、『plus』では全国各地の名所・建物や自然・風景、名産品などを探索する番組。それらを雲をモチーフにしたキャラクターがその弟子に教える形で進行する。空から見つけた変わった建物や場所などは地上での取材と合わせて紹介する。
2008年に『日曜ビッグバラエティ』でパイロット版が2回放送された後、2009年10月15日から毎週木曜日にレギュラー放送されるようになった。なお地上アナログ放送では、一般的な番組に先駆けて 同年12月からレターボックスで放送されていた。
チーフプロデューサーの永井宏明によると、旅番組の延長線上からの発想ではなく、永井や放送作家の伊藤正宏を始め、スタッフの中に変わった建物が好きな者が多かったことから生まれたという。「男の子が本能的に喜ぶことに忠実にやる」ことを裏コンセプトとするなど、旅行番組とは異なる演出を意識しており、あえて観光名所やグルメスポットの紹介などは控え目にし、Google Earthのみに頼らず実地探索を行ったり、建造物にテロップを付けるのに長時間を費やしたりするなど、手間はかなり掛かっているという。
番組中の地図提供は基本的にマピオンが、航空写真の提供はBing MapsまたはYahoo!が、それぞれ行っているが、状況によりGoogle マップやgoo地図が採用されることもある。
2011年9月15日の2時間スペシャルをもって、テレビ東京系列での丸2年間の地上波レギュラー放送を終了。
2012年10月2日よりBSジャパンで、本番組の続編である『空から日本を見てみようplus』が、BSジャパンとテレビ東京の共同制作で放送開始された。
地上波レギュラー放送と比較し、各地区の伝統工芸品、名産品など多く紹介し、旅番組要素が強くなった。また「測れ!トンガリ計測部」「もじゃハウス」など人気コーナーを除き、コーナーを大幅に削減。「茅葺きトタンハウス」など新コーナーも始まった。2014年の中ごろからはスタッフクレジットの時間が短くなり、その短縮された分に次回予告が挿入されるようになった。
2014年2月3日よりBSジャパンで、本番組の外編である『くもじいの休日 空から伊勢志摩を見てみよう』が、近畿日本鉄道の単独スポンサーの5分間番組としてBSジャパンとテレビ東京の共同制作で全9回放送された。「くもじい」と「くもみ」が休日をとれたので伊勢志摩を観光するという設定。番組の最後は翌日放送の『空から日本を見てみようplus』の案内が流れた。
2017年12月28日の放送回をもって、初代ナビゲーターの くもじい・くもみ は地上波時代2年を含む7年3ヶ月で番組を卒業。2018年1月11日放送回より後継案内役として くもじゅんいち・くもみーヌ・くも神様（声は伊武・柳原が引き続き担当）が就任することが発表された。

## 出演者・キャラクター
番組の演出として、芸能人やアナウンサーなど進行役としての出演者が一切登場しない。その代わりとして、雲をモチーフにしたキャラクターの掛け合いを軸に番組は進行する。紹介するスポットの詳しい説明はナレーション担当者が行っていた。

### 2代目キャラクター
2018年1月11日放送回より最終回にかけてくもじい&くもみに代わって登場。3人共、先代のくもじい&くもみのことは全く知らないらしい。ポジションは基本的にくもじゅんいちが画面左端、くもみーヌが画面右端だが、くも神様が登場した際は画面左端に現れ、同時にくもじゅんいちとくもみーヌは画面右端に上下に並ぶ位置取りになる。
- くもじゅんいち - 声：伊武雅刀

落ち着いたいい声のダンディーな番組のガイド役で事前に一通りの勉強をしてくる努力家だが、若干間抜けな一面もある。カイゼル髭風の口髭とリーゼント風の頭部が特徴。くもみーヌを含め誰に対しても敬語で話し、義理人情に厚く涙もろいが、若い頃はかなりやんちゃだったらしい。住民などに話を聞く時には「恐縮です（お邪魔します）、くもじゅんいちです」と声をかける。実直だがところどころ抜けている上融通が利かず、くもみーヌの自由奔放な種々の興味に対して戸惑うことも多い。
- くもみーヌ - 声：柳原可奈子

パッチリした青い瞳の目とまつ毛とポニーテール風の頭部が特徴。くもみに比べて声のトーンが低く、大人っぽい声質。人間でいう仏日ハーフの帰国子女で、フランス語よりも日本語の方が得意。「クールだわ」が口癖で自由闊達、ストレートな発言に加え好奇心が強く、しばしばくもじゅんいちに鋭いツッコミを入れる。くもじゅんいちの事は「くもじゅん」と呼ぶ。
くもみ同様食べることが好きであり、「幸せ」などと言う。
- くも神様 - 声：伊武雅刀（二役）

年齢不詳（かなり高齢）の雲の神様であり、外見はくもじいに似ていて眉毛と口髭に当たる部分のボリュームが増したほか、頭上に天使の輪のような物がある。声質と口調もくもじいに酷似している。通常はくもじゅんいち&くもみーヌのさらに上空にいて、以前はナレーションが担っていた番組の重要な説明の時（主に歴史に関係すること）に時折登場する。くもじゅんいち&くもみーヌのお目付役的存在で、わからないことがある時などに助言してくれたりもする。

### 初代キャラクター
2017年12月28日放送回を以て番組を卒業。 2018年9月27日の最終回の中で映像内にぬいぐるみとして登場し、終盤で番組終了の挨拶とプレゼントの告知を行った。
- くもじい - 声：伊武雅刀

乗り物が好きな9611歳（人間では63歳に相当）という設定がある。低気圧生まれ（父親が入道雲、母親がうろこ雲）。目の上に眉毛、目の下に白い口髭のような雲がそれぞれ付いている。ポジションは画面向かって左。現在の職業は「隠居中」。
前述のとおり、気体なので実体を持たないが、ドライアイスや湯気になってしまうので氷点下の場所や温泉などには長時間滞在できない（くもみが『あまり長い間浸かってると湯気になっちゃいますよ』と注意してたりする）。
住民などに話を聞く時には「くもじいじゃ!」（時には「そこのおぬし!」）と名乗ることでどこにでも入れる、いわゆる「顔パスキャラ」。ただし、工事中や企業秘密といったセキュリティ上の問題で断られることもあり、必ずしも有効ではない。
口癖は「なんじゃ、こりは?」。また、語尾に「〜のぅ」や「〜ちょる」と付けて話すことが多く、感動や鼻の下を伸ばすと「ええのぉ〜」。くもみから説明できない質問をされると「知らん!!」と切り捨てるか、「何じゃったかのぉ〜」と濁す。人に呼びかける時は基本的に「おぬし」と呼ぶが、オープニングだけは「あなた」と呼びかけている。
鉄道の車両基地などを通る時は「空から線路を数えてみよう」などの後に「ひー、ふー、みー…」と数えるが、面倒くさがってやらない時もある。
卓球や乗馬、ボウリングなど体を張ったチャレンジをする際はぬいぐるみによる実写で登場し、実写シーン終了まで画面左端の定位置からいなくなる。
先輩キャラクター（を使ったもの）に出会った際には敬意を表し、以下のような敬称を付けて挨拶をする。
- 江戸川コナン、しんちゃん、きかんしゃトーマス、キティちゃん、ガチャピン、ばいきんまん - 「○○さん」
- ピカチュウ - 「兄さん」
- ポニョ、ベティ、ミニーマウス - 「姉さん」
- ドラえもん、スヌーピー、鬼太郎、ウルトラマン、サザエさん、タラちゃん、ミッキーマウス、アンパンマン - 「師匠」
- 鉄腕アトム - 「大先生」
- 仮面ライダー、サイボーグ009、キン肉マン 、スパイダーマン、タイガーマスク、両さん - 敬称なし
- 東京スカイツリーのソラカラちゃん、くまモンなど後発の人気キャラクターに対しては嫉妬からか横柄になる。

長い階段や急な坂道では「よっこらせぇ〜っと、くもじいじゃ」と歌いながら登るが、息切れすることもある（くもみも同様だが、頻度はくもじいが多い）。
色が目立つ建物を発見した時、「オレンジ色の憎い奴といえば夕刊フジじゃが…」（かつての夕刊フジのキャッチフレーズ）とよく言う。
ごくまれに、くもじいの声を担当している伊武が出演している映画などの宣伝 をするちゃっかりした一面も持つ。
酒が登場する場面では必ずくもじいが嗜むが、酔っ払うと動きが鈍くなる。"酔い覚まし"として数秒間上空での静止画像がよく映される。
好きな食べ物はウニ丼とワンタン。尊敬する人物は北条早雲。愛読書はジョージ秋山の『浮浪雲』。好きな歌は荒井由実の『ひこうき雲』。
- くもみ - 声：柳原可奈子

くもじいの弟子。くもじいのフォローと突っ込み役であり963歳（人間では17歳に相当）という設定。温暖前線生まれ（父親がいわし雲、母親があかね雲）。ポジションは画面向かって右。現在の職業は「バイト中」。
頭の上にリボンのようなピンク色の雲が付いている（2013年1月8日放送回中で『3年間同じリボンなのでそろそろ新しいのを買いたい』と発言していたほか、2015年6月2日放送回中では『一点ものなので…』と発言していた）。好みのタイプは入道雲。
住民などに話を聞く時には「すみません、くもみですけど…」と名乗る。口癖は「一体、何なの〜?」。食い意地が張っており、ほぼ毎回の放送においておいしそうな食べ物を見ると「じゅるる♪」と言ってたいらげる（実際食べるシーンは出てこないが、その後のくもじいとの会話によるとちゃんと味わっている模様）。
くもじいより目が良く、空から変わった建物や物を先に見つけるのはたいていくもみである。
渋谷109関連の店舗上空を飛んだ時に声を担当する柳原の持ちネタでもあるショップ店員のものまねをやろうとしたことがあったが、くもじいに止められた。
Plusになってからは、女性を前にデレデレするくもじいに「鼻の下伸びてますよ」と忠告する。それに対して、くもじいは「ヒゲじゃ」と答える。
好きな食べ物は綿菓子とメレンゲ。尊敬する人物は武田双雲。愛読書は石井桃子の『ノンちゃん雲に乗る』。好きな歌は猿岩石の『白い雲のように』。
なお、柳原はこの番組のことを「10分で確実に寝られる番組」と評している。これはネガティブな意味ではなく、「見ていてストレスのない番組」の意である。

### パイロット版時代の声の出演
- 藤村俊二 - 案内役「じじい」[5]
- 八木亜希子（元・フジテレビアナウンサー） - 第1回を担当
- 松丸友紀（テレビ東京アナウンサー） - 第2回を担当

## 主なコーナー
通常コーナー
コーナー開始時は画面が一枚画になり、コーナーによって色が異なっている（スカイプレイバックを除く。カッコ内は一枚画の色）。なお、コーナーは全てくもじい・くもみ時代のものであり、くもじゅんいち・くもみーヌでも継続されるかは不明。
- 屋上ハウス（黄色）

一戸建て住宅やビルの屋上に建つ一軒屋を紹介する。屋上ハウスが好きという設定のくもじいがコーナーを進行する。スタートナレーションは伊武の声で「ビルの屋上に立つ一軒家の謎に迫る今週の屋上ハウス」。公園アニマルズ開始前は定期的に放送していた。
- 測れ!トンガリ計測部（水色）

上空から見て「トンガっている」建物のスミの角度を「トンガリ計測部」が巨大分度器を用いて測定する。また、建物の内部もトンガリポイントと併せて紹介する。「トンガリ物件」が好きなくもみがコーナーを進行する。そのため、スタートナレーションは柳原の声で「とんがってるのが好き。測れ!トンガリ計測部」。
- 「#33 江戸川区」では、葛西のトンガリ建物に加えて、小岩の善養寺の樹木の計測も行われた。
- 「#34 沖縄」では、那覇市内のトンガリビルの計測にスタッフがかりゆしウェアで計測を行った。
- 「#37 東京・横浜 夜の夜景」では、六本木のディスコで番組の画面とBGMが流れ、そのBGMに合わせて踊っている姿（計測部員を含む）も見られた。
- 「#57 空から環七のラーメン屋さんを数えてみよう」では、点滅している追っかけテロップのラーメン店についておすすめメニューの高さの計測を行った。

放送2年目の2010年10月からは、番組スタッフによる計測部員に代わって、主に現地に関係する女性PR担当者（ミスコンテスト受賞者や大使など）が計測を行っている（稀に計測部員と一緒に計測することがある）。これにより、計測部員はマンションなどの長い建物の長さを計測するときがある。
番組の公式サイトにて、テーマに合った物件の募集を行っていた。
番組当初は、角度の鋭い物件をランキングしていたが、数回目からランキング形式はやめ、明確な基準は決められていないが、45度をもっとも美しい物件と見られており、これより角度が鋭角であればあるほど好まれる傾向にある。
- スカイプレイバック 〜空に歴史あり〜

発見する施設が特に歴史のあるポイントの場合、その歴史を説明ナレーションの横尾が解説する。スタートナレーションは横尾の声で「実は空から見た風景にも歴史があります。スカイプレイバック 〜空に歴史あり〜」。このコーナーのみ、開始時の画面は昭和40年代前期の東京上空の風景を映している。『plus』での放送は行われていない。
- もじゃハウス（緑色）

蔦などの植物に覆われた建物を紹介する。「もじゃ」が好きなくもじいが進行し、スタートナレーションは伊武の声で「言われる前からエコだった（じゃった）。たまに出てくるモジャハウス」。
- 公園アニマルズ（橙色）

公園の風変わりな動物型遊具を捕獲・観察し、公園アニマル図鑑に記録する。これもまたくもじいの進行で、スタートナレーションは伊武の声で「晴でも雨でも嵐でもいつも笑顔の公園アニマルズ」、ラストナレーションは野崎の声で「そんな公園アニマルの捕獲に、くもじいは見事成功しました」。コーナーの最後に公園アニマル図鑑が逆開きでアニメーションするが、数が増えたことにより途中で早めくりで飛ばすようになった。コーナー進行はくもじいだが、網を投げる捕獲役はくもみである。捕獲時の掛け声は「うりゃー!→ていっ!」。
公園アニマルの紹介シーンでは番組が考えたであろうネーミングと年齢（設置からの年数）が発表され、公園アニマルの特徴が紹介される。
「#53 隅田川」で唐突に公園アニマルズの人気投票が発表された（2010年11月から募集）。その結果第1位は「#30 多摩川源流と天空の村々」で紹介された「伸び猫」。
『plus』では「#23 東京の下町(2) 築地〜浅草」から再開され、公園アニマル図鑑の番号は1番から再開となったが、放送機会は少ない。
- 空からアイツを探してみよう（ピンク）

名所・施設などの中に隠れている着ぐるみのキャラクター（主にご当地ゆるキャラ）を上空から探す。制限時間は20秒。スタートナレーションはくもじいの声で「きっとどこかにいるはずじゃ。空からアイツを探してみよう」。突然コーナーがスタートし驚くくもみに対し、くもじいは「ちょっとした遊び」と言っている。
『plus』でもゆるキャラ（の着ぐるみ）が登場することがあるが、上空から探す企画は行われていない。
- くもじいNEWS

くもじい関連の情報や今回訪ねている場所の情報を紹介する、ニュース番組を意識したミニコーナー。『plus』での放送は行われていない。
- 茅葺きトタンハウス（オレンジ）

『plus』から始まったコーナー。茅葺屋根をトタンで囲った家を訪問し、年代物の品(お宝)を探す。『plus』の35回の福島県会津若松市にて初回探索。
突発企画
特にコーナーとして時間を区切るわけではないものの、恒例となっているプチコーナーも充実している。下記にその一例を示す。
- （空から）○○を数えてみよう

鉄道路線がテーマの回で車両基地の上空を飛ぶ時にその線路の数を数える「空から線路を数えてみよう」がオリジナル。その他に、交差点に交差する道路の本数（「交差する道を数えてみよう」）や、合流する河川の本数、大規模団地に建設された団地の数（「団地の数を数えてみよう」）を数えるなどのバリエーションがある。このコーナーのみくもじゅんいちに引き継いでいる。
- 人文字でくもじい（黄色）

学校・団体などの上空を飛ぶ時にその関係者のみんなで人文字を披露する。たまに下書きが見えたりして、くもみが突っ込むものの、くもじぃは「そんなものは見えん」と否定する。基本的にくもじぃの顔や学校の名前などのメッセージの人文字を描く（くもみの人文字やどちらでもない人文字もあった）。
地上波レギュラー時代は番組の公式サイトにてテーマに合った披露する学校・団体の募集を行っていたが、『plus』では放送・募集は行われていない。
- おむすびころりん距離

急坂でおむすびに似せた形のものを転がし、転がり終わるまでの距離を計測。『plus』の26回の熱海市桜木町の急坂にて初回計測されたが、以後の放送はない。
- くもじいデカ

上空から見て怪しい行動をしている人物が登場する際、くもじいがデカ（警察）に扮し”逮捕”を試みる企画。『plus』で当初行われていたが当然毎回誤認であり、放送を重ねることにくもみからの信頼を失い登場しなくなった。
その他、くもじい・くもみの思い付きで突発的に新コーナーが始まることがあるが、一回限りのものが多い。
用語
- さびしんぼハウス

四方を道路に囲まれている場所にある家（小屋）のこと。
- 絶景ハウス

高台や海岸沿い、線路沿いなど部屋の中からの眺望が素晴らしいと思われる家のこと。実際にお邪魔して、眺めを見せてもらうことが多い。
- 都道府県・市・区の主張（地上波レギュラー時代のみ）

紹介するテーマが都道府県・市・区の場合、その地域の名産・生産・発掘・盛んなどの自慢と主張を紹介する。ベスト3を紹介することもある。
他番組のパロディ
時折、他の系列局の番組やCMのパロディも交えるが、タイトルや音楽が番組に関係するものに変更されている（タイトルの一部を「雲」や「空」などに変えるなど）。パロディを行う際は、くもみがくもじいに対して決まって半分呆れ口調で「これってパクリじゃないですよね？ちゃんと許可とってるんですか？」というような発言をする。これに対して、くもじいは「パクリではない！コラボじゃ！」などとパクリではないことを強調する掛け合いも見られる。
- 『くもジェクトX』（NHK総合『プロジェクトX〜挑戦者たち〜』 作曲：中島みゆき）
- 『情熱大空』（MBS・TBS系列『情熱大陸』 作曲：葉加瀬太郎）
- 『くもフェッショナル』（NHK総合『プロフェッショナル 仕事の流儀』 作曲：コクア）
- 『くもG JAPAN』(ACジャパンの公共広告)
- 遺産を紹介するシーン（TBS系列『THE世界遺産』）作曲：鳥山雄司
- MYモノレールの紹介シーン（NHK総合『小さな旅』 作曲：大野雄二） - シーンの最後はNHKの番組終了風に終－制作・著作　くもじいと右下に表示される（実際は横線より左が上、右が下になる）。
- 若者の仕事を紹介するシーン（NTT東日本 曲：『365日』〈歌：Mr.Children〉） - シーンの最後に「くもじいは、頑張る若者を応援します。」などといったキャッチコピーが添えられる。
- 密着24時　『和風総本家』（テレビ東京系列）和風総本家とはパロディーではなく連動も行っている。

## 主なBGM
地上波レギュラー時代は以下の楽曲をBGMとして使用。()内はその曲が収録されたアルバム名。オープニング後や提供クレジット前後には決まった楽曲が流れることが多かったが、2時間スペシャルなどの場合は曲順が変わることもある。なおDVD及び『plus』では、一部を除き別の曲が使用されている。『plus』では、☆Taku TakahashiによるオリジナルBGMがオープニング・エンディングなどに使用されており、これらの楽曲はDVDでもそのまま使われている。また、BGMに使用される曲は大幅に変更され、ジャズの名曲やアレンジ曲が多くなった。
オープニング
- Land of Innocence〜希望の大地/中村幸代

空撮映像
- MR.FANTASY'S LOVE/Fantastic Plastic Machine(LUXURY) - 地図による飛行ルート説明中
- Hula Girl、Rainbow、Skyline、With U Always、I've Been Thinking、Mama I'm Coming Home、Time After Time、Sunday Morning、On The Road、Love Is、Me And Shirley T.、Making A Perfect Yesterday、Toastmanland、Circle Of Friends、Coffee Talk、The Search、143(Kelly's Song) など/ジェイク・シマブクロ
- Departure、Fantasy!、Big Blue Ocean、YELLOW SUNSHINE、Brilliant Road、Blue Sky、いつか王子様が、黄昏、太陽のダンス、ハッピー・アイランド、そらはキマグレ、坂の上の公園 など/押尾コータロー
- Hi-D!!!、START、Sky! Sky! Sky!、Leopard、いつかみた道、木漏れ陽の中で、水面に浮かぶ金魚鉢、さざなみ、キミドリ、紫陽花、スミレ など/DEPAPEPE
- Isn't She Lovely、Love To Be Loved など/Acousphere
- JOY RIDE、祇園の恋 など/山弦
- Reflection/岡崎倫典
- I/ジャスティン・キング
- You Move Me、Hurry Home、Its A Breeze、For A Day Like Today など/615 Music - DVD及びPlusで使用。
- Angel In The Sky、Dolce Vita、And Your Bird Can sing、Bosporus、ロンディーノ、ボーン・トゥ・スマイル など/葉加瀬太郎
- BEIJING SUNRISE、MERRY WEATHER/クライズラー&カンパニー
- Progress、Brace up!、expectation、True Morning/NAOTO
- ブルー・トレイン/ジョン・コルトレーン - 施設内の見学中
- PE'Zの曲各種 - 飛行中や施設内の見学中など
- Firecracker/YMO - 空から何かを発見した時

『Plus』では、DVDで使用されている音源も使われるようになった。なお『Plus』では、葉加瀬太郎、ジャスティン・キングなど一部のアーティストの楽曲は使用されていない。
また、『Plus』#239から、空撮中に使用されるBGMも大幅に変更された。#239以降使用されるようになったBGMは下記の通り。　
- - Good morning、NGORO NGORO、ORION、STAR、Saudade、LIGHT、IDOL など/SPECIAL OTHERS
  - Flamingo Intro、Uprock Apache、United Tee、Soul Osci、The Play、New Attitude、Discover Tokyo (new)、Hello Everything、Siesta、5windows (cycling)、YY2、アコースティックス など/蓮沼執太
  - okt_、unoi_、Sparkle、xio_、neuh、juis、etik、pib、yeram、kowp、vedu、読書 [remix] など/宮内優里
  - Breezin'/ジョージ・ベンソン

コーナー
- ELECTRIC LADY LAND/Fantastic Plastic Machine(LUXURY) - 「屋上ハウス」冒頭
- Theme Of Luxury/Fantastic Plastic Machine(LUXURY) - 「トンガリ計測部」冒頭
- MPF/Fantastic Plastic Machine(LUXURY) - 「トンガリ計測部」トンガリの内部紹介
- YOU MUST LEARN ALL NIGHT LONG/Fantastic Plastic Machine(LUXURY) - 「トンガリ計測部」角度計測時
- YOUNG DIXIE RUNNERS/HALFBY(SIDE FARMERS) - 「もじゃハウス」（『plus』ではオリジナルBGMに差し替えられている）
- Coro Coro Sound System/HALFBY(GREEN HOURS) - 「公園アニマルズ」冒頭
- SCARECROW MAN/HALFBY(SIDE FARMERS) - 「公園アニマルズ」アニマル捕獲後
- CHECKMATE/澤野弘之（「ハチワンダイバー」オリジナル・サウンドトラック） - 「スカイプレイバック」

2010年9月9日放映の「夏の夜景スペシャル」には、当番組で多くの楽曲が使用されているFantastic Plastic Machine本人が番組に出演した。

## 追っかけテロップの背景の色
地上波レギュラー時代に使用された追っかけテロップの背景の色は以下の通り。『Plus』でもほぼ踏襲されているが、国道番号を標識マークで表示するなど一部変更されている。
| 項目                                                                       | 背景の色                 | 表示例     |
| -------------------------------------------------------------------------- | ------------------------ | ---------- |
| 会社、店舗、公共施設、商業施設、病院、工場、宿泊施設、マンション、人、動物 | 青                       | 東京タワー |
| 橋、鉄道、道路、空港                                                       | 黒（夜景の時は濃い灰色） | 品川駅     |
| 緑地、公園、海、川、動物園                                                 | 緑                       | 多摩川     |
| 集落                                                                       | 橙                       | ○○集落     |
| 飲食店、レストラン、寺                                                     | 黄                       | ○○食堂     |

- 追っかけテロップは対象物の映り始めから終わりまで表示し続けたり、途中から表示する2パターンがある。画面右下の提供クレジット表示やエンディングでの制作クレジット表示が行われている間、その部分と被りそうな追っかけテロップは直前で消滅し、復帰することはない。また、画面中央に提供クレジットが行われている間は、すべての追っかけテロップが一時的に消滅し、終了直後に再度表示する。この他、赤の背景色も設定される時がある。
- 「#30 多摩川源流と天空の村々」では、奥多摩駅上空飛行後にデイリーヤマザキのロゴマークが表示されていた。これより先、コンビニエンスストアがないことからの表示である。
- 「人」の表示は番組で詳しく紹介した人物などに示し、瀬戸内海の回などで登場している。マンションの選考基準は不明。
- 「#54 秘境の鉄道スペシャル」では、背景色が紺色の温泉が登場し、名称の左に温泉マークが付けられていた。また、喜多方の上空を飛んでいる時には背景色が黄色のラーメン店が登場し、名称の左にラーメンのカットイラストが付けられていた。
- 「#57 空から環七のラーメン屋さんを数えてみよう」では、ラーメン店（背景色が黄色）について左側に数字がカウントされていた。

## 放送履歴

### 地上波レギュラー放送
| 回 | テレ東系列 本放送日 | サブタイトル                           | 紹介地域の補足、備考 | DVD  | デアゴスティーニ |
| -- | ------------------- | -------------------------------------- | --- | ---- | ---------------- |
| 1  | 2009/10/15          | 東京湾をグルッと一周                   | お台場〜羽田空港〜京浜工業地帯〜桜木町〜みなとみらい〜八景島〜木更津〜横須賀。羽田可動橋、川崎港海底トンネル、横浜火力発電所、理化学研究所横浜研究所、キリンビール横浜工場、穴子漁、横浜税関、横浜ベイブリッジ、横浜港シンボルタワー、根岸競馬場、日清オイリオ横浜磯子事業場、八景島シーパラダイス、しんかい6500、横須賀港、横須賀美術館、第二海堡、富津公園、東京港臨海大橋事業、盤州干潟、龍宮城スパホテル三日月、海ほたるパーキングエリア、川崎人工島、灯浮標、京葉シーバース、千葉港、美浜打瀬小学校、アプレシオ東京ベイ幕張店、京樽船橋工場、キーコーヒー船橋工場、船橋オートレース場、IKEA船橋店、船橋ヘルスセンター、アマゾン市川FC、宮内庁新浜鴨場、シェラトン・グランデ・トーキョーベイ・ホテル、新木場、ザ・ワールドなど紹介。2009年11月3日、2010年1月3日、2011年10月29日、テレビ東京 再放送。 | (1)  | 4                |
| 2  | 2009/10/22          | 山手線(1)                              | 東京駅〜品川駅〜渋谷駅 2011年12月1日、BS 再放送。 | (3)  | 10               |
| 3  | 2009/10/29          | 神田川                                 | | (3)  |                  |
| 4  | 2009/11/5           | 京都の街を一周                         | 東本願寺〜清水寺〜南禅寺〜嵐山〜梅小路蒸気機関車館 2011年10月13日、BS 再放送。 | (4)  | 2                |
| 5  | 2009/11/12          | 山手線(2)                              | 渋谷駅〜新宿駅〜池袋駅〜上野駅〜東京駅。代々木公園、国立オリンピック記念青少年総合センター、思い出横丁、ロッテ新宿工場、自由学園明日館、サンシャイン60、巣鴨、六義園、田端駅、ステーションガーデンタワー、ダンスホール新世紀、上野恩賜公園、国立科学博物館など紹介。2011年12月22日、BS 再放送。 | (4)  | 18               |
| 6  | 2009/11/19          | 紅葉の日光                             | 今市〜日光〜中禅寺湖。日光杉並木、報徳二宮神社、大谷川、日光金谷ホテル、輪王寺、日光二荒山神社、日光東照宮、日光田母沢御用邸記念公園、古河電工日光事業所、いろは坂、華厳滝、男体山、イタリア大使館別荘記念公園、中禅寺、中央水産研究所日光庁舎、竜頭の滝、戦場ヶ原、湯滝、湯元温泉、温泉寺など紹介。2011年10月20日、BS 再放送。 | (2)  | 20               |
| 7  | 2009/11/26          | 首都高速都心環状線                     | 首都高速都心環状線を浜崎橋JCTから時計回りに一周。屋形船、コーンズ、増上寺、東京タワー、アーク森ビル、コマツビル屋上庭園、文部科学省の新庁舎ビル、国会議事堂、国立国会図書館、最高裁判所、皇居東御苑、日本基督教団九段教会、パレスサイドビルディング、気象庁、日本銀行本店、三井本館、日本橋三井タワー、日本橋三越本店、日本橋、江戸橋JCT、楓川、電通四季劇場「海」、東京高速道路など紹介。柔道の谷本歩実選手、川端達夫文部科学大臣(当時)、写真家の大山顕が登場した。 | (2)  | 21               |
| 8  | 2009/12/10          | 東急東横線                             | 渋谷駅〜横浜駅〜元町・中華街駅。みなとみらい線を含む。2011年11月3日、BS 再放送。 | (5)  |                  |
| 9  | 2010/1/14           | 京浜東北線(1)                          | 大船駅〜横浜駅〜東京駅。根岸線を含む。 | (6)  |                  |
| 10 | 2010/1/21           | 京浜東北線(2)                          | 東京駅〜大宮駅 | (7)  |                  |
| 11 | 2010/1/28           | 小田原〜箱根                           | 小田原〜箱根湯本〜強羅〜大涌谷〜芦ノ湖〜箱根 2011年12月8日、BS 再放送。 | (5)  | 5                |
| 12 | 2010/2/4            | 総武線                                 | 御茶ノ水駅〜千葉駅 | (10) |                  |
| 13 | 2010/2/11           | 都電荒川線                             | 三ノ輪橋〜新庚申塚〜庚申塚〜早稲田。旧王電本社ビル、東京スタジアム、あらかわ遊園、NRE大増、荒川電車営業所、日本製紙物流堀船倉庫、読売新聞東京北工場、都電もなか、東書文庫、飛鳥山公園、造幣局東京支局、法明寺など紹介。 | (12) | 24               |
| 14 | 2010/2/18           | 国道246号線                            | 三宅坂〜二子玉川 自由民主党総裁(当時)谷垣禎一が出演。 | (10) |                  |
| 15 | 2010/2/25           | 中央線                                 | 東京駅〜高尾駅。三鷹市内や国営昭和記念公園も紹介。 | (8)  |                  |
| 16 | 2010/3/4            | 阪神工業地帯                           | 大阪市〜神戸港 2011年11月10日、BS 再放送。 | (9)  | 7                |
| 17 | 2010/3/11           | 東武伊勢崎線                           | 浅草駅〜東武動物公園駅 | (12) |                  |
| 18 | 2010/4/8            | 東京の桜の名所巡り                     | 東京タワー〜日比谷公園〜上野恩賜公園〜隅田公園〜千鳥ヶ淵〜靖国神社〜新宿御苑。銀座の夜景や関東各地の桜コレクションも紹介。 | (18) | 32               |
| 19 | 2010/4/22           | 西武池袋線                             | 池袋駅〜西所沢駅。豊島線・狭山線を含む。練馬区春日町・高松エリアと西東京市の旧田無市域の一部も紹介。 |      |                  |
| 20 | 2010/4/29           | 東名高速道路                           | 東京IC〜御殿場。小山町の一部、向々丘遊園跡地、日本民家園、東京料金所、相模大堰、東海大学湘南キャンパス、御殿場プレミアム・アウトレットなど紹介。 | (11) | 29               |
| 21 | 2010/5/6            | TXつくばエクスプレス                   | 秋葉原駅・南千住駅〜つくば駅〜筑波山。流山市内の流鉄流山線沿線や筑波研究学園都市内の研究施設も紹介。 |      |                  |
| 22 | 2010/5/13           | 瀬戸内海の島々                         | 岡山市〜小豆島、瀬戸大橋の東側のエリア。2011年10月27日、BS 再放送。 | (9)  | 9                |
| 23 | 2010/5/20           | 南武線                                 | 川崎駅〜立川駅。ヨネッティー堤根〜東芝科学館〜等々力緑地〜久地円筒分水〜日本理化学工業〜日本開閉器工業〜スリオンテック〜東京競馬場 など紹介 |      |                  |
| 24 | 2010/6/3            | 東武東上線                             | 池袋駅〜川越駅 |      |                  |
| 25 | 2010/6/10           | 江ノ電鎌倉                             | 同日放送の『和風総本家』との連動企画が行われた。2011年10月6日、BS 再放送初回。 | (7)  |                  |
| 26 | 2010/6/17           | 北九州工業地帯                         | 筑豊炭田を含む。山口県下関市の一部も紹介。DVDでは、番組で紹介されなかった博多エリアも紹介されている。 | (16) | 16               |
| 27 | 2010/6/24           | 京王線                                 | 新宿駅〜北野駅〜高尾山口駅、高尾線を含む。 |      |                  |
| 28 | 2010/7/1            | 茨城県                                 | 鹿嶋市〜土浦市〜石岡市〜水戸市〜ひたちなか市〜日立市〜常陸太田市〜袋田の滝 2011年12月15日、BS 再放送。 | (17) |                  |
| 29 | 2010/7/15           | ゆりかもめ                             | 中央区晴海・勝どき・月島・佃エリアも紹介。 | (17) |                  |
| 30 | 2010/7/22           | 多摩川源流と天空の村々                 | 川崎市と青梅市西部・奥多摩町及び奥多摩湖から西、山梨県の小菅川・丹波川・一之瀬川周辺。 | (15) | 14               |
| 31 | 2010/7/29           | 富士五湖                               | 御殿場〜山中湖〜河口湖〜西湖〜西湖いやしの里根場〜精進湖〜精進地区（ドラクエのような町と紹介）〜本栖湖〜富士山頂 2011年11月24日、BS 再放送。 | (11) |                  |
| 32 | 2010/8/5            | 夏の北海道                             | 函館〜大沼〜室蘭〜洞爺湖 | (13) | 15               |
| 33 | 2010/8/12           | 江戸川区                               | |      |                  |
| 34 | 2010/8/19           | 沖縄本島一周                           | 本島周辺の島々も含む。 | (14) | 3                |
| 35 | 2010/8/26           | 釧路〜知床半島                         | 釧路市、釧路港〜釧路湿原〜屈斜路湖〜摩周湖〜知床半島。釧網本線沿線（斜里町まで）と阿寒湖を含む。 釧路コールマイン、釧路川、くしろ湿原ノロッコ号、塘路湖、北海道標茶高等学校、摩周岳、硫黄山、クッシー、まりも羊羹、ウチダザリガニ、清里町焼酎醸造事業所、斜里国道、越川橋梁、オシンコシンの滝、オロンコ岩、知床峠、知床五湖、カムイワッカ湯の滝など紹介。 2011年11月17日、BS 再放送。 | (13) | 1                |
| 36 | 2010/9/2            | 長崎市                                 | 多良見町・時津町を含む。最後に端島(軍艦島)を紹介。空港保安防災教育訓練センター、詩島、長崎電気軌道、平和公園、みらい長崎ココウォーク、稲佐山、福済寺、諏訪神社、眼鏡橋、坂本龍馬之像、中央橋、出島、文明堂、オランダ坂、長崎女子高等学校、四海樓、大浦天主堂、グラバー園、斜面移送システム、三菱重工業長崎造船所、精霊流し、横島炭鉱、高島炭鉱アパートなど紹介 | (16) | 8                |
| 37 | 2010/9/9            | 夏の夜景スペシャル                     | 東京〜横浜の夜景スポット。新宿駅、代ゼミタワー、国立競技場、神宮外苑ゴルフ練習場、明治神宮野球場、FOREVER21原宿店、HMV渋谷、六本木ヒルズ森タワー、ミッドタウン・タワー、ホテルニューオータニ、東京宝塚劇場、築地本願寺、東京湾大華火祭、隅田川花火大会、レインボーブリッジ、横浜ランドマークタワー、コスモワールド、横浜マリンタワー、本牧埠頭など紹介 | (20) | 17               |
| 38 | 2010/9/16           | 宮城県                                 | 白石市〜名取市〜仙台市〜松島町〜石巻市〜登米市〜栗原市〜大崎市〜気仙沼市〜南三陸町。東日本大震災前の映像。 | (15) |                  |
| 39 | 2010/10/14          | 千葉県 房総半島                        | 千葉市〜木更津市〜館山市〜鴨川市〜いすみ市〜九十九里浜。いすみ鉄道上空も含む。千葉ポートタワー、千葉駅、千葉モノレール、森田健作千葉県知事、加曽利貝塚、JFEスチール東日本製鉄所、ビスキャス市原工場、盤州干潟、久留里、上総掘り、富津岬、東京湾観音、マザー牧場、東京湾フェリー、鋸山、日本寺大仏、大福寺、館山駅、館山航空基地、房総フラワーライン、鯨のたれ、鴨川松島、魚見塚展望台、大山千枚田、萬祝、鴨川シーワールド、鯛の浦、行川アイランド、勝浦朝市、御宿海岸、大多喜城、上総中野駅、大原漁港、大原はだか祭り、太東埼灯台、伊勢化学工業一宮工場、掩体壕、屏風ヶ浦など紹介。 | (21) | 19               |
| 40 | 2010/10/21          | 東京モノレール                         | 放送当日にオープンした羽田空港新国際線ターミナルの状況やオープニングセレモニーが放送された。また、普段一般客が入れない羽田空港構内の施設も紹介。 |      |                  |
| 41 | 2010/10/28          | 大井川鐵道                             | 大井川流域を含む。 | (22) |                  |
| 42 | 2010/11/4           | 群馬県                                 | 高崎市〜前橋市〜渋川市〜中之条町〜草津温泉〜浅間山。群馬音楽センター、高崎白衣大観音、群馬県庁舎、毎日新聞北関東コア、渋川へそ祭り、伊香保温泉、榛名湖、岩櫃山、樽沢トンネル、吾妻渓谷、八ッ場ダム、湯の平温泉、尻焼温泉、万座温泉、嬬恋村、鬼押出し園、浅間山など紹介 | (20) | 23               |
| 43 | 2010/11/11          | 東京メトロ千代田線                     | 路線の大部分である地下区間を緑色で示した。 |      |                  |
| 44 | 2010/11/18          | 紅葉の鬼怒川・那須                     | 栃木県鬼怒川から塩原温泉、那須高原を回って那須・茶臼岳を目指す。日光杉並木〜日光江戸村〜鬼怒川温泉〜野岩鉄道〜龍王峡〜川治温泉〜川治ダム〜塩原温泉郷〜那須塩原市〜千本松牧場〜黒磯駅〜りんどう湖ファミリー牧場〜那須御用邸〜那須湯本温泉〜茶臼岳 | (25) |                  |
| 45 | 2010/11/25          | 関東ローカル線スペシャル               | 秩父鉄道とわたらせ渓谷鐵道。いろは坂と中禅寺湖周辺の上空も飛行。羽生市〜行田市〜熊谷市〜深谷市〜寄居町〜長瀞町〜小鹿野町〜秩父市〜桐生市〜みどり市。羽生駅、忍城、フライ、埼玉古墳群、行田の足袋、SLパレオエクスプレス、太平洋セメント熊谷工場、深谷ネギ、荒川、秩父盆地、阿左美冷蔵、長瀞駅、長瀞渓谷、荒川橋梁、秩父ワイン、秩父駅、秩父夜祭、羊山公園、武甲山、三峰口駅、大血川、桐生倶楽部、桐生駅、桐生織、渡良瀬川、高津戸峡、上神梅駅、トロッコわたらせ渓谷号、水沼駅、神戸駅、渡良瀬川橋梁、足尾銅山など紹介。 | (19) | 22               |
| 46 | 2010/12/2           | 江東区                                 | |      |                  |
| 47 | 2010/12/9           | 東急大井町線&冬のイルミネーション      | 後半では表参道、六本木、川口市、新宿花園神社、東京ドームシティ、東京ディズニーリゾートを紹介。 |      |                  |
| 48 | 2010/12/16          | なんじゃこりは?大賞2010                | レギュラー開始以降唯一放送された総集編。ランキング形式でベスト30を発表した。 |      |                  |
| 49 | 2011/1/20           | 常磐線                                 | 上野駅〜取手駅 |      |                  |
| 50 | 2011/1/27           | 都心の川SP                             | 東京(古川〜渋谷川)と大阪（道頓堀川〜中之島）の川沿いに面白い建物や地形を探す。セレスティンホテル、元神明宮、麻布山善福寺、白金、新宿御苑、落語家と行くなにわ探検クルーズ、湊町リバープレイス、難波八阪神社、道頓堀グリコサイン、大阪プロレス、ラバーダックなど紹介 |      |                  |
| 51 | 2011/2/3            | 栃木県歴史の街                         | 両毛線（小山駅〜小俣駅）と東武佐野線（佐野駅〜葛生駅）沿線の街を飛行した。高岳製作所小山工場、森永製菓小山工場（チョコボール）、おやまゆうえんハーヴェストウォーク、岩下食品、栃木乳業（レモン牛乳）、太平山、岩船山、いもフライ、耳うどん、クリケット、とちおとめ25、道の駅「どまんなかたぬま」、葛生原人、あしかがフラワーパーク、足利学校、鑁阿寺、ポテト入りやきそば、足利工業大学風と光の広場など紹介。 | (24) | 30               |
| 52 | 2011/2/10           | 東海道線                               | 横浜駅〜熱海駅。茅ヶ崎市内で武田双雲を紹介した後に画面左上のロゴが武田双雲直筆のロゴに変更された。また、湯河原町の西村京太郎記念館を紹介した時は、館内の鉄道模型展示を小型カメラで撮影し、殺人現場を忠実に描いた『空から殺人現場を見てみよう』なる企画が行われた。 | (27) |                  |
| 53 | 2011/2/17           | 隅田川                                 | 「公園アニマルズ」の人気投票結果や、新コーナ「くもじいNEWS」でくもじい像がさっぽろ雪まつりに出品したシーンも紹介された。2011年2月26日、テレビ東京 再放送。 |      |                  |
| 54 | 2011/2/24           | 全国絶景ローカル線SP                   | 鶴見線（鶴見駅〜扇町駅、安善駅〜大川駅）、指宿枕崎線（鹿児島中央駅〜枕崎駅）、磐越西線（郡山駅〜喜多方駅）。桧原湖上空も飛行。ロイヤルタワー横濱鶴見、総持寺踏切、国道駅高架下、鶴見川、生麦貝殻浜、JFEエンジニアリング、富士電機システムズ川崎工場、日本鋳造、浜川崎駅、昭和駅前踏切、東亜石油、ラ・サール学園、仙巌園、JX喜入石油基地、知林ヶ島、指宿温泉、山川発電所、西大山駅、開聞岳、池田湖、イッシー、鰻池、薩摩塩屋駅、鹿児島茶、山川漬け、本坊酒造知覧蒸留所、枕崎漁港、郡山ビッグアイ、郡山市ふれあい科学館、磐梯熱海温泉、猪苗代湖、野口英世記念館、アルツ磐梯スキー場、磐梯高原、日新館、三菱伸銅若松製作所、会津若松駅、七日町通り、若松城、白虎隊の墓所、さざえ堂、東山温泉、阿賀川、赤べこ、喜多方（ラーメン、蔵）など紹介                                                                | (26) | 6                |
| 55 | 2011/3/3            | 京王井の頭線・東急池上線               | 京王井の頭線（）渋谷駅〜下北沢駅〜吉祥寺駅）・東急池上線（五反田駅〜戸越銀座駅〜蒲田駅）渋谷マークシティ、東京大学駒場キャンパス、ケルネル田圃、旧前田侯爵邸洋館、下北沢、ザ・スズナリ、しもきた天狗まつり、東放学園専門学校、京王バス永福町営業所、井の頭恩賜公園、京王吉祥寺駅ビル、東京卸売センター、戸越銀座商店街、洗足池、御嶽山駅、池上本門寺、松竹キネマ蒲田撮影所など紹介 |      |                  |
| 56 | 2011/3/10           | 千葉県のローカル線&モノレール          | 銚子電気鉄道・小湊鉄道・千葉都市モノレール |      |                  |
| 57 | 2011/3/17           | 環七のラーメン屋さんを数えてみよう     | 大田区平和島〜江戸川区臨海町 |      |                  |
| 58 | 2011/4/7            | 春の伊豆半島ぐるっと一周SP             | 熱海〜多賀〜伊東〜宇佐美〜伊豆高原〜東伊豆〜河津〜修善寺〜白浜〜下田〜南伊豆〜石廊崎〜松崎〜西伊豆〜田子〜土肥〜大瀬崎〜沼津。熱海城、サンハトヤ、道の駅伊東マリンタウン、東海館、川奈ホテルゴルフコース、城ヶ崎海岸、大室山、伊豆シャボテン公園、伊豆高原駅、野坂オートマタ美術館、赤沢温泉、大川温泉、北川温泉、熱川温泉、伊豆熱川駅、熱川バナナワニ園、片瀬温泉、白田温泉、伊豆アニマルキングダム、稲取温泉、雛のつるし飾り、河津川、峰温泉、河津七滝ループ橋、天城山隧道、浄蓮の滝、湯ヶ島温泉、新天城ドーム、伊豆ベロドローム、修善寺温泉、伊豆アンディランド、白浜中央海水浴場、観光船サスケハナ号、下田海中水族館、石室神社、雲見くじら館、堂ヶ島、三四郎島、恋人岬、土肥温泉、土肥金山、戸田港、大瀬明神の神池、沼津御用邸記念公園、千本松原など紹介                                             | (23) | 11               |
| 59 | 2011/4/28           | 東京の秘境 標高の最も高い所に住む人は? | 奥多摩 |      |                  |
| 60 | 2011/5/5            | 鎌倉のお寺を数えてみよう               | 大船駅周辺、江ノ電の上空も飛行。また、TXN系列では、直後に放送の『和風総本家』と3回目となるコラボレーションを行った。 |      |                  |
| 61 | 2011/5/19           | 港町横浜 発展の歴史                    | 普段公開することのない氷川丸の貨物室や横浜ノースドックの内部、神奈川区にある廃線跡なども紹介。 | (22) | 37               |
| 62 | 2011/5/26           | 瀬戸内縦断しまなみ海道の島々           | しまなみ海道本線から離れた島々やその島民の暮らしも紹介。尾道市〜向島〜因島〜上島町〜岩城島〜赤穂根島〜高井神島〜魚島〜生口島〜今治市〜大三島〜柏島〜大下島〜小大下島〜豊島〜斎島〜安居島〜伯方島〜能島〜鵜島〜大島〜来島海峡。千光寺、積善山、耕三寺、大山祇神社、伯方塩業大三島工場など紹介。 | (27) | 13               |
| 63 | 2011/6/2            | 埼京線                                 | 池袋駅〜大宮駅。荒川の歴史や一部中山道（国道17号）の上空も飛行。また、くもじい・くもみと番組ロゴが描かれた横断幕も視聴者プレゼントされた。 |      |                  |
| 64 | 2011/6/9            | 東急田園都市線                         | 二子玉川駅〜中央林間駅。横浜高速鉄道こどもの国線も飛行。 | (25) |                  |
| 65 | 2011/6/16           | 南アルプス天竜川 河口から源流まで      | 河口（静岡県浜松市・中田島砂丘付近）〜諏訪湖（長野県岡谷市）。水窪川、遠山川（遠山郷）など支流も紹介。また、大嵐駅〜辰野駅間のJR飯田線沿い、聖岳〜北岳〜甲斐駒ケ岳の南アルプス上空も飛行した。 | (24) | 12               |
| 66 | 2011/6/30           | 伊豆諸島&東京の人混み                  | 伊豆大島〜青ヶ島の各島を訪れ、その島ごとの特徴的な職業、地形などを紹介。また、要所要所でAKB48総選挙や水天宮の戌の日、池袋の西武百貨店屋上など、東京都内の激混みスポット・イベントを空撮で紹介した。 |      |                  |
| 67 | 2011/7/28           | 清里八ヶ岳リゾート 発展の歴史          | 八ヶ岳、清里高原、野辺山を中心とした、清里八ヶ岳リゾートの発展の歴史。 |      |                  |
| 68 | 2011/8/4            | 渋谷 発展の歴史                        | 渋谷駅を中心とした渋谷の歴史。 |      |                  |
| 69 | 2011/8/11           | 群馬県ライバル都市対決 前橋市vs高崎市  | 前橋市・高崎市の発展の歴史を追いながら、対決企画（老舗・商業高校・音楽・遊園地・日本一の生産量・地元グルメ・駅前）を通じて両市の特色を紹介する。臨江閣、焼きまんじゅう、高崎商業高校、前橋商業高校、群馬音楽センター、AKG、るなぱあく、カッパピア、ヤマダ電機、赤城山、榛名湖など紹介 |      |                  |
| 70 | 2011/8/25           | 上野発展の歴史                         | 「和風総本家」と4回目のコラボレーションでは、抽選で2番組のオリジナルグッズセットが当たるプレゼント企画が行われた。 |      |                  |
| 71 | 2011/9/8            | 空から値段を見てみよう                 | 都心のビル（建築物）や施設の値段を発表すると共に、ランキングも作成した。途中で巨人軍の高橋由伸選手が登場し、東京ドームの天井の秘密を語った。 |      |                  |
| 72 | 2011/9/15           | 京急線                                 | レギュラー放送最終回。本線泉岳寺駅〜堀ノ内駅・大師線・久里浜線を飛行。蒲田在住の桑野信義も登場。最終回という事もあり、全コーナ行われた。「屋上ハウス」以外は総紹介件数も発表された。また、2010年6月に引退した京急1000形が高松琴平電気鉄道へ譲渡するためにトラックで港へ移動するシーンも放送された。 | (28) |                  |

### plus（1回〜100回）
| 回  | 放送日     | サブタイトル                                           | 紹介地域の補足、備考 | DVD | デアゴスティーニ |
| --- | ---------- | ------------------------------------------------------ | --- | --- | ---------------- |
| 1   | 2012/10/2  | 東京タワー〜東京スカイツリー                           | 東京タワー〜愛宕山〜東京駅周辺〜隅田川〜浅草〜東京スカイツリー | 1   |                  |
| 2   | 2012/10/9  | 神戸市（前編）                                         | 摩耶山〜六甲山〜三宮駅周辺〜神戸空港周辺 |     |                  |
| 3   | 2012/10/16 | 神戸市（後編）                                         | 元町駅周辺〜新長田駅周辺〜須磨駅周辺〜舞子駅周辺 |     |                  |
| 4   | 2012/10/23 | 富士川（前編）                                         | 富士市（雁堤〜製紙工場)〜富士宮市(廻船問屋〜富士宮焼きそば〜朝霧高原）〜南部町〜身延山久遠寺 |     | 48               |
| 5   | 2012/10/30 | 富士川（後編）                                         | 身延町〜早川〜市川三郷町〜釜梨川笛吹川合流〜日本航空学園〜竜王駅〜甲府市〜昇仙峡 |     |                  |
| 6   | 2012/11/6  | 鎌倉                                                   | 北鎌倉駅周辺〜鶴岡八幡宮〜銭洗弁財天〜鎌倉駅周辺〜由比ガ浜。円覚寺、建長寺、巨福呂坂洞門、小町大路、安国論寺など紹介。 | 1   | 28               |
| 7   | 2012/11/13 | 琵琶湖（前編）                                         | 大津市〜瀬田川〜草津市〜近江八幡市〜沖島 |     | 51               |
| 8   | 2012/11/20 | 琵琶湖（後編）                                         | 安土・西の湖〜多景島〜彦根城〜長浜市〜竹生島 |     |                  |
| 9   | 2012/11/27 | 呉〜瀬戸内海の島々                                     | 呉港周辺〜倉橋島〜東能美島〜西能美島〜江田島〜似島 | 2   |                  |
| 10  | 2012/12/4  | 横浜の近代建築遺産                                     | 神奈川県庁本庁舎〜横浜税関本関庁舎〜横浜市開港記念会館〜旧関東財務局〜防火帯建築〜神奈川県立歴史博物館〜汽車道〜横浜赤レンガパーク〜東京藝術大学大学院映像研究科〜ホテルニューグランド〜横浜地方気象台 |     |                  |
| 11  | 2012/12/11 | 広島〜宮島（厳島神社）                                 | 広島市街（広島電鉄千田車庫〜お好み村〜広島城〜旧広島市民球場跡地〜原爆ドーム・広島平和記念公園〜観音ネギ）〜草津（小泉本店）〜大和重工〜カルビー広島工場〜広電宮島線沿線〜廿日市市棚田〜宮島口駅〜厳島神社〜宮島表参道商店街（もみじ饅頭）〜弥山展望台                                                      | 2   | 27               |
| 12  | 2012/12/18 | 空港                                                   | 中部国際空港（セントレア）の一日 |     |                  |
| 13  | 2012/12/25 | 栃木・真岡鐵道                                         | 下館駅〜真岡駅（真岡駅より国鉄C11形蒸気機関車を追走）〜益子焼窯元共販センター〜道の駅もてぎ〜茂木駅 |     |                  |
| 14  | 2013/1/8   | 冬の京都(1)                                            | 京都タワー〜東本願寺〜三十三間堂〜清水寺〜八坂の塔〜祇園（いづ重）〜先斗町〜平安神宮〜無鄰菴〜南禅寺〜京都御所〜晴明神社〜二条城 | 3   | 26               |
| 15  | 2013/1/15  | 冬の京都(2)                                            | 下鴨神社（河合神社）〜上賀茂〜金閣寺〜龍安寺〜京福電気鉄道北野線/嵐山本線〜天龍寺〜梅小路蒸気機関車館〜東寺 | 3   |                  |
| 16  | 2013/1/22  | 別府温泉                                               | 高崎山自然動物園〜浜脇温泉〜旧別府港〜竹瓦温泉〜竹瓦小路〜油屋熊八像〜別府タワー〜とり天〜フェリーさんふらわあ〜別府海浜砂湯〜血の池地獄/龍巻地獄〜柴石温泉〜鉄輪温泉〜いでゆ坂〜鬼山地獄のワニ〜地獄蒸し〜明礬温泉〜湯の花小屋〜扇山〜堀田温泉〜観海寺温泉〜杉乃井ホテル〜別府ラクテンチケーブル線〜鶴見岳 | 4   | 25               |
| 17  | 2013/1/29  | 湯布院                                                 | 伽藍岳〜塚原温泉〜金鱗湖〜由布院温泉〜湯平温泉 | 4   | 52               |
| 18  | 2013/2/5   | 空から見た東京の過去&現在(1)                           | 東京国際フォーラム（旧東京都庁）〜新橋駅〜六本木ヒルズ〜国立新美術館(旧歩兵第三連隊兵舎)〜笄川・根津美術館〜渋谷ヒカリエ(旧東急文化会館)〜防衛省艦艇装備研究所〜恵比寿ガーデンプレイス（旧日本麦酒醸造）〜目黒競馬場跡〜東急砧線跡                                                                          |     |                  |
| 19  | 2013/2/12  | 空から見た東京の過去&現在(2)                           | 東中野駅開かずの踏切跡〜新宿副都心（旧淀橋浄水場）〜新宿遊歩道公園（都電回送線用専用軌道跡）〜学習院女子大学・女子中高等科（旧近衛騎兵連隊兵舎）〜文京区菊坂〜旧警視局射的場〜秋葉原UDX（旧神田青果市場）〜足立区柳原町〜旧東武伊勢崎線跡〜練馬区平和台、氷川台                                             |     |                  |
| 20  | 2013/2/19  | 淡路島(1)                                              | 明石海峡大橋〜淡路サービスエリア〜淡路夢舞台〜本福寺〜道の駅東浦ターミナルパーク〜育波漁港（海苔養殖）〜パルシェ香りの館（線香工場）〜淡路家畜市場 |     |                  |
| 21  | 2013/2/26  | 淡路島(2)                                              | 青海波ピラミッド（瓦工場）〜タマネギの塔（タマネギ畑）〜成ケ島〜淡路島モンキーセンター〜沼島〜福良港（3年トラフグ養殖〜淡路人形座（淡路人形浄瑠璃）〜そうめん工場）〜鳴門海峡〜大塚国際美術館 |     | 56               |
| 22  | 2013/3/5   | 東京の下町 神田〜日本橋〜銀座                          | 神田（須田町〜神田市場）〜岩本町（神田金物通り）〜明治座〜日本銀行〜日本橋（魚河岸）〜京橋〜銀座（路地裏） |     |                  |
| 23  | 2013/3/12  | 東京の下町 築地〜浅草                                  | 築地市場〜勝鬨橋〜浅草橋駅周辺（人形屋）〜蔵前（玩具屋）〜御徒町（宝石屋）〜上野（仏具屋）〜浅草 |     | 57               |
| 24  | 2013/3/19  | 渥美半島                                               | 浜名湖〜万場調整池〜赤羽根漁港〜恋路ヶ浜〜伊良湖岬〜渥美湾(青海苔養殖)〜田原湾・汐川干潟〜海陽中等教育学校 |     |                  |
| 25  | 2013/3/26  | 知多半島                                               | 蒲郡市（蒲郡駅〜無量寺）〜西尾市〜碧南市（キリンラーメン〜九重味淋））〜半田市〜南知多町（上陸大使像〜チッタ・ナポリ〜日間賀島）〜常滑市（中部国際空港〜招き猫） |     |                  |
| 26  | 2013/4/2   | 熱海                                                   | 真鶴半島〜伊豆山神社〜熱海温泉(熱海サンビーチ〜源泉〜湯前神社〜熱海市立第二小学校)〜桜木町の高台〜初島 |     |                  |
| 27  | 2013/4/9   | 伊東温泉〜伊豆高原                                     | 宇佐美〜サンハトヤ〜道の駅伊東マリンタウン〜伊東市〜川奈ホテルゴルフコース〜城ヶ崎海岸〜大室山 |     |                  |
| 28  | 2013/4/16  | 動物園・遊園地                                         | 東武動物公園の遊園地アトラクションと動物園の舞台裏を紹介 |     |                  |
| 29  | 2013/4/23  | 名古屋1                                                | ポートアイランド〜リニア・鉄道館〜愛知名港花き地方卸売市場〜きしめん工場〜モード学園スパイラルタワーズ〜四間道〜駄菓子工場（共親製菓、カクダイ製菓）〜扇子工場 |     |                  |
| 30  | 2013/4/30  | 名古屋2                                                | トヨタ産業技術記念館〜木魚工芸〜名古屋三越栄本店屋上観覧車〜名古屋めし店舗〜名古屋文化短期大学〜名古屋城／名古屋おもてなし武将隊〜三菱電機名古屋製作所〜青柳総本家〜東山スカイタワー／東山動植物園〜名古屋市農業センター                                                                                    |     | 87               |
| 31  | 2013/5/7   | 房総半島 南房総〜館山                                  | 富津市（宮醤油店〜マザー牧場）〜鋸南町（鋸山〜大福商店）〜南房総市（ビワ農家／道の駅とみうら〜房州うちわ工芸）〜館山市（館山駅〜館山ファミリーパーク）〜南房総市（ジャングルパレス〜野島崎） |     |                  |
| 32  | 2013/5/14  | 房総半島 鴨川〜勝浦                                    | 鴨川市（房州鋸工場〜道の駅鴨川オーシャンパーク〜鴨川松島〜ひじき工場）〜勝浦市（ミレーニア勝浦〜勝浦海中展望塔〜勝浦朝市） |     |                  |
| 33  | 2013/5/21  | 香川県 高松市                                          | 高松港〜高松駅〜高松城〜丸亀町商店街〜讃岐うどん製麺所〜高松琴平電気鉄道仏生山工場〜オリーブ牛〜新屋島水族館〜庵治石砕石所 |     | 90               |
| 34  | 2013/5/28  | 香川県 坂出〜丸亀〜金刀比羅宮                          | 坂出市（塩精製工場(日本海水）〜坂出メガソーラー〜瀬戸大橋〜サヌカイト〜坂出人工土地)〜宇多津町（ゴールドタワー）〜丸亀市（うちわの港ミュージアム〜丸亀城）〜多度津町（テーブルマーク中央工場）〜琴平町（金刀比羅宮）〜満濃池                                                                                |     | 43               |
| 35  | 2013/6/4   | 会津若松〜芦ノ牧温泉                                   | 会津若松市街（会津若松駅〜鶴ヶ城〜東山温泉）〜会津鉄道会津線沿（芦ノ牧温泉〜湯野上温泉）〜大内宿 |     |                  |
| 36  | 2013/6/11  | 会津 猪苗代湖〜裏磐梯                                  | 郡山市湖南町舟津日本一〜猪苗代湖〜天鏡閣〜モーグル練習場（リステルスキーファンタジア）〜磐梯山〜五色沼〜桧原湖ワカサギ釣り〜会津米沢街道桧原歴史館〜会津山塩 |     |                  |
| 37  | 2013/6/18  | 京成電鉄（上野〜成田空港）(1)                          | 京成上野駅〜青砥駅/押上駅〜青砥駅〜江戸川駅（京成本線の東京都内の区間/京成押上線上空を飛行。全体的に町工場を多く取り上げ、タカラトミー本社等も紹介） |     |                  |
| 38  | 2013/6/25  | 京成電鉄（上野〜成田空港）(2)                          | 国府台駅〜印旛沼〜佐倉城址公園〜大佐倉駅〜成田市街〜成田山新勝寺〜成田国際空港〜航空科学博物館。途中、京成西船駅〜ふなばし三番瀬海浜公園へ抜け東京湾を寄り道 |     |                  |
| 39  | 2013/7/2   | 北海道小樽                                             | オタルナイ川跡〜銭函駅〜鰊御殿〜小樽市街（小樽港〜堺町通り〜小樽運河〜日本銀行旧小樽支店金融資料館）〜小樽市総合博物館（手宮線跡地）〜オタモイ遊園地跡 |     | 40               |
| 40  | 2013/7/9   | 高知県四万十川                                         | 四万十川を河口から上流へ（中村地域〜トンボ自然公園〜佐田沈下橋〜三里沈下橋〜四万十楽舎（旧中半小学校）〜四万十天文台〜半家駅〜予土線トロッコ列車〜海洋堂ホビー館四万十〜大古味地区） |     | 34               |
| 41  | 2013/7/16  | 愛媛県宇和島                                           | 西予市（宇和米博物館（旧宇和町小学校））〜宇和島市（赤松遊園地〜宇和島城〜宇和島市営闘牛場）〜鯛養殖〜真珠貝養殖〜遊子水荷浦段々畑〜竹ヶ島／宇和島市立竹ヶ島小学校） |     | 66               |
| 42  | 2013/7/23  | 北海道札幌(1)                                          | 札幌駅〜JRタワー〜北海道庁旧本庁舎〜札幌市時計台〜さっぽろテレビ塔〜二条市場〜すすきの〜藻岩山〜札幌市営地下鉄南北線〜札幌ドーム〜さっぽろ羊ヶ丘展望台／クラーク像〜国営滝野すずらん丘陵公園〜ノースサファリサッポロ〜定山渓温泉〜豊平峡温泉                                                                |     | 67               |
| 43  | 2013/7/30  | 北海道札幌(2)                                          | 北海道開拓の村〜JR北海道苗穂工場〜札幌市東区役所〜宮の森ジャンプ競技場〜大倉山ジャンプ競技場／札幌ウインターミュージアム〜北海道大学〜札幌市中央卸売市場〜百合が原公園〜ROYCE'〜日本除雪機製作所 |     |                  |
| 44  | 2013/8/6   | 富士五湖                                               | 山中湖〜忍野八海〜河口湖〜六角堂〜西湖〜西湖いやしの里根場〜青木ヶ原樹海〜富岳風穴〜精進湖〜旧富士河口湖町立精進小学校〜本栖湖 レギュラー放送31回（2010/7/29放送）を振り返りながら |     | 69               |
| 45  | 2013/8/13  | 世界遺産 富士山                                        | 吉田うどん〜北口本宮冨士浅間神社〜胎内神社〜宝永山〜吉田ルート（五合目簡易郵便局〜八合五勺山小屋（御来光館）〜剣ヶ峰〜久須志神社（富士山本宮浅間大社東北奥宮）〜富士山輸送ブルドーザー |     | 39               |
| 46  | 2013/8/20  | 熊本市〜阿蘇山                                         | 熊本城および城下町〜下通アーケード〜熊本北警察署〜ダイエー熊本店（熊本製糸工場煙突跡）〜水前寺江津湖公園〜豊肥本線特急あそぼーい!〜阿蘇カルデラ〜南阿蘇鉄道高森線トロッコ列車〜南阿蘇水の生まれる里白水高原駅〜高森町湧水トンネル公園                                                                       |     | 36               |
| 47  | 2013/8/27  | 熊本県阿蘇山〜黒川温泉                                 | 東海大学阿蘇キャンパス〜阿蘇ファームランド〜阿蘇カドリードミニオン〜阿蘇神社〜黒川温泉〜道の駅小国ゆうステーション〜観音岩温泉 |     |                  |
| 48  | 2013/9/3   | 金沢 加賀百万石                                        | 河北潟〜麩工場〜金沢駅〜ひがし茶屋街（金箔店）〜金沢城〜近江町いちば館〜兼六園〜金沢21世紀美術館〜長町武家屋敷跡〜高速自動織機工場（津田駒工業）〜回転寿司コンベア工場（石野製作所）〜ボトリングシステム製造工場（澁谷工業）                                                                                |     | 44               |
| 49  | 2013/9/10  | 石川県 小松〜加賀温泉                                  | 小松城天守台〜木場潟〜小松製作所（粟津工場〜遊泉寺銅山跡〜こまつの杜）〜ジェイ・バス〜こまつドーム〜粟津温泉〜片山津温泉〜加賀温泉（Lady Kaga）〜御菓子城加賀藩〜山代温泉〜山中温泉〜リム・ホイール工場（大同工業）〜北前船の里資料館                                                                       |     |                  |
| 50  | 2013/9/17  | 伊勢志摩 伊勢神宮〜鳥羽                                | 伊勢神宮外宮〜伊勢外宮参道〜伊勢神宮内宮〜おかげ横丁（赤福本店）〜伊勢・安土桃山文化村〜御塩殿神社〜二見興玉神社（夫婦岩）〜鳥羽湾遊覧船巡り〜イルカ島海洋遊園地 |     | 35               |
| 51  | 2013/9/24  | 伊勢志摩 鳥羽〜志摩                                    | アサリ養殖〜志摩スペイン村パルケエスパーニャ〜伊勢志摩エバーグレイズ〜鰹節工場〜伊勢志摩国立公園〜阿児町神明（石山荘、志摩観光ホテル）〜志摩地中海村〜ミキモト多徳養殖場／真珠閣（御木本幸吉生家） |     |                  |
| 52  | 2013/10/1  | 京都府 京都〜宇治                                      | 東福寺〜伏見稲荷大社〜伏見桃山城〜竜馬通り(寺田屋)〜伏見十石舟〜個人所有古墳〜宇治川鵜飼い〜宇治茶 |     |                  |
| 53  | 2013/10/8  | 奈良〜秋の平城宮跡から世界遺産の寺社仏閣へ             | 生駒山（生駒ケーブルカー〜生駒山上遊園地）〜西大寺〜平城京跡〜奈良ドリームランド跡〜唐招提寺〜薬師寺〜元興寺〜興福寺〜奈良ホテル〜東大寺〜春日山 他各寺の鐘の音色を聞き比べ |     | 45               |
| 54  | 2013/10/15 | 富士川アンコール編                                     | plus4回,5回「富士川」を1時間にまとめた総集編 |     |                  |
| 55  | 2013/10/22 | 山形市から蔵王温泉へ                                   | 山寺〜霞城公園（旧済生館）〜のし梅（乃し梅本舗佐藤屋）〜文翔館〜千歳館〜山形市内蔵再生〜ラスク工場（シベール）〜リナワールド〜蔵王温泉〜蔵王連峰 |     |                  |
| 56  | 2013/10/29 | 山形市から最上川を下り銀山温泉へ                       | 山形県立博物館〜カーペット工場（オリエンタルカーペット）〜山形県園芸試験場〜合板家具工場（天童木工）〜缶詰工場（鈴木食品製造）〜レコード針工場（ナガオカ）〜スリッパ工場（タカナシスリッパ）〜湯沼温泉〜湯舟沢温泉〜銀山温泉                                                                                |     | 47               |
| 57  | 2013/11/5  | 江の島から小田原へ(1)                                  | 藤沢市（江の島（江の島大橋/江ノ島弁天橋〜エスカー〜江の島サムエル・コッキング苑〜シーキャンドル〜岩本楼ローマ風呂）〜新江ノ島水族館〜藤沢西高校）〜茅ヶ崎市（TOTO茅ヶ崎工場〜宮田工業〜茅ヶ崎館〜えぼし岩）                                                                                                 |     |                  |
| 58  | 2013/11/12 | 江の島から小田原へ(2)                                  | 平塚市（パイロットコーポレーション〜横浜ゴム〜湘南平）〜大磯町（大磯港〜旧吉田茂邸〜大磯プリンスホテル）〜二宮町（吾妻山公園）〜小田原市（曽我梅林〜小田原おでん〜薬博物館（済生堂薬局小西本店）） |     |                  |
| 59  | 2013/11/19 | 青森県 八戸〜奥入瀬渓流〜十和田湖                      | 八戸市（住金鉱業〜八戸公園〜八戸港）〜七戸町（南部縦貫鉄道線旧七戸駅）〜十和田市（十和田市現代美術館〜十和田馬事公苑〜手づくり村 鯉艸郷〜奥入瀬渓流〜十和田湖） |     | 49               |
| 60  | 2013/11/26 | 青森県 十和田湖〜秋田県八幡平                          | 小坂町（十和田湖畔を周回〜康楽館〜小坂鉱山事務所〜小坂製錬小坂線旧小坂駅）〜鹿角市（大湯環状列石〜きりたんぽ〜史跡 尾去沢鉱山〜藤七温泉） |     |                  |
| 61  | 2013/12/3  | 群馬県 草津温泉〜白根山 80分スペシャル                 | 長野原町（道の駅八ッ場ふるさと館〜八ッ場ダム建設地）〜草津町（草津小学校〜草津温泉（湯畑〜光泉寺〜各ホテルと部屋キー〜湯もみ〜西の河原露天風呂、他10円玉に例えた草津の酸化事情を紹介））〜中之条町（品木ダム/上州湯の湖）〜草津町（草津国際スキー場〜草津白根山/湯釜）〜中之条町(渋峠（日本国道最高地点）） |     |                  |
| 62  | 2013/12/10 | 群馬県 四万温泉                                        | 高崎市（中之条駅）〜中之条町(りんご農園〜メロディーロード（国道353号）〜四万温泉（群馬県重要文化財積善館、の共同浴場御夢想の湯などの温泉を紹介） |     |                  |
| 63  | 2013/12/17 | 鳥取県 米子〜境港                                      | 米子市（淀江傘（和傘伝承館）〜お菓子の壽城〜王子製紙米子工場〜米子城〜米子髙島屋〜皆生温泉）〜境港市（白ネギ農家〜大漁市場なかうら〜水木しげるロード〜境漁港〜紅ズワイガニ漁/加工場）〜美保神社 |     | 79               |
| 64  | 2013/12/24 | 滋賀県琵琶湖アンコール編                               | plus7回,8回「琵琶湖」を1時間にまとめた総集編 |     |                  |
| 65  | 2014/1/7   | 島根県 松江〜出雲大社                                  | 安来市（足立美術館）〜松江市（干し柿農家〜大根島〜大橋川/朝酌川中須〜松江城〜宍道湖〜玉造温泉）〜出雲市（一畑電車雲州平田駅〜出雲ドーム〜出雲大社） |     | 53               |
| 66  | 2014/1/14  | 茨城県 水戸〜ひたちなか                                | 水戸市（偕楽園〜水戸芸術館〜水戸市水道低区配水塔〜水戸納豆)〜ひたちなか市（ひたちなか海浜鉄道）〜那珂湊おさかな市場〜干し芋工場〜阿字ヶ浦海水浴場〜国営ひたち海浜公園） |     |                  |
| 67  | 2014/1/21  | 不思議なものだらけの佐賀県佐賀平野から絶景の有明海     | 神埼市（九年庵〜水車の里遊学館）〜吉野ヶ里町（吉野ヶ里遺跡）〜諸富町（筑後川昇開橋）〜佐賀市（三重津海軍所跡）〜有明海（ムツゴロウ〜有明海苔）〜佐賀城〜日新小学校〜佐賀インターナショナルバルーンフェスタ（バルーンさが駅））〜小城市(清水の滝）                                                           |     | 80               |
| 68  | 2014/1/28  | 大陸文化の窓口となった独自の文化が栄える佐賀県唐津市   | 虹の松原〜唐津城〜高島〜宝当神社〜旧唐津銀行〜唐津くんち〜末盧館〜立神岩〜七ツ釜〜杉の原放牧場〜波戸岬〜名護屋城（天守跡〜徳川家康陣跡）〜佐賀牛 |     | 54               |
| 69  | 2014/2/4   | 箱根(1)                                                | 箱根湯本駅〜大平台駅〜彫刻の森美術館〜強羅駅の他、ホテルなどの温泉を紹介 |     |                  |
| 70  | 2014/2/11  | 箱根(2)                                                | 箱根登山ケーブルカー〜箱根ロープウェイ〜大涌谷〜箱根海賊船〜箱根駒ヶ岳ロープウェー |     | 58               |
| 71  | 2014/2/18  | 広島県尾道                                             | 尾道市（持光寺〜まるか食品〜尾道帆布〜造船所） |     |                  |
| 72  | 2014/2/25  | 岡山県倉敷                                             | 倉敷アイビースクエア〜日本被服(学生服製造メーカー)〜寅壱（作業服の製造メーカー）〜鷲羽山ハイランド〜六口島 |     | 33               |
| 73  | 2014/3/11  | 隠れた東京の面白さ発見！地下鉄大江戸線ぐるっと一周(1)  | 都庁前駅〜両国駅（モード学園コクーンタワー〜スクウェア・エニックスアルトニア〜東京理科大学神楽坂キャンパス〜新宿区立津久戸小学校〜恩賜上野動物園〜江戸東京博物館） |     |                  |
| 74  | 2014/3/18  | 隠れた東京の面白さ発見！地下鉄大江戸線ぐるっと一周(2)  | 両国駅〜深川江戸資料館〜門前仲町〜越中島〜月島〜勝どき〜築地市場〜大門〜東京タワー〜汐留〜麻布十番〜国立競技場〜聖徳記念絵画館〜代々木〜代々木アニメーション学院〜新宿 |     |                  |
| 75  | 2014/3/25  | 愛知県 豊橋〜豊川                                      | 豊橋市（柳生橋駅周辺〜豊橋養鶉農業協同組合（うずら卵加工場）〜豊橋駅周辺〜豊橋鉄道〜東海漬物〜吉田城〜ヤマサちくわ）〜豊川市（バラ農家〜豊川稲荷〜共栄社（草刈機工場）〜名電赤坂駅周辺） |     | 83               |
| 76  | 2014/4/1   | 愛知県 岡崎〜名古屋                                    | 岡崎市（岡崎城〜大樹寺〜八丁味噌カクキュー〜安城市（デンパーク）〜知立市（知立神社〜知立駅）〜豊川市（依佐美送信所記念館）〜刈谷市（あいち健康プラザ）〜名古屋市（伝統的建造物〜有松絞り） |     |                  |
| 77  | 2014/4/8   | 桜満開＆温泉が生活に根付く 伊豆熱川〜稲取〜河津        | 東伊豆町（北川温泉（静岡県）〜熱川温泉・熱川大和館〜伊豆急行伊豆急行2100系電車〜稲取ふれあいの森〜稲取細野原〜伊豆稲取駅（江戸城築城石））〜河津町（カワヅザクラ〜峰温泉〜IZoo） |     | 85               |
| 78  | 2014/4/15  | 春満喫！南伊豆、金目鯛と黒船の下田から絶景の石廊崎へ   | 下田市（金目鯛〜ペリー上陸記念公園〜了仙寺〜下田ロープウェイ〜河内温泉金谷旅館〜観音温泉〜下田海中水族館〜田牛サンドスキー場）〜南伊豆町（青野川天の川プロジェクト〜石廊崎） |     |                  |
| 79  | 2014/4/22  | 日本屈指の南国リゾートを堪能する！宮崎県宮崎市         | 宮崎市フェニックス自然動物園〜フェニックス・シーガイア・リゾート〜海幸山幸〜平和台公園〜宮崎県庁〜マンゴー畑〜宮崎地鶏飼育場〜読売巨人軍キャンプ場〜青島神社 |     |                  |
| 80  | 2014/4/29  | 意外な日本一が盛りだくさんの宮崎県都城へ               | レンガ工場〜丸太製材工場〜ハンズマン〜旧都城市民会館〜都城島津邸〜ブロイラー |     | 60               |
| 81  | 2014/5/6   | 小さなローカル線と漁港…房総半島北端の町 千葉県銚子     | 銚子電鉄銚子駅〜外川駅までの沿線を紹介。ヒゲタ醤油/ヤマサ醤油〜銚子漁港〜観音駅（たい焼き）〜笠上黒生駅〜伊藤ゴム風船工業所〜犬吠埼灯台〜犬吠埼マリンパーク〜犬吠駅（ぬれせんべい）〜長九郎稲荷〜銚子海洋研究所〜犬岩〜千葉科学大学                                                                         |     |                  |
| 82  | 2014/5/13  | 水郷を行く…千葉県佐原〜香取〜茨城県潮来〜鹿島神宮      | 鹿島線佐原駅〜鹿島神宮駅までの沿線を紹介。小江戸佐原（伊能忠敬記念館〜樋橋〜与倉屋大土蔵）〜香取神宮〜水郷潮来あやめ園〜鹿島神宮 |     | 61               |
| 83  | 2014/5/20  | 紀伊半島 和歌山〜白浜(1)                               | 和歌山市（友ヶ島旧日本軍防備衛所〜和歌山城〜和歌山電鐵貴志川線たま電車〜灰干サンマ生産所〜ニット生地工場）〜海南市（掃除用ウレタンスポンジ工場）〜有田市（箕島漁港〜みかん畑〜金鳥紀州工場〜有田川町鉄道公園）                                                                                              |     |                  |
| 84  | 2014/5/27  | 紀伊半島 和歌山〜白浜 (2)                              | 湯浅町（金山寺味噌生産所/醤油生産所〜湯浅温泉 湯浅城）〜由良町（白崎海洋公園）〜御坊市(紀州鉄道線〜日高川町（紀州備長炭生産所）〜御坊市（スターチス生産所）〜印南町（かえる橋）〜みなべ町（紀州梅干し）〜田辺市（ボタン工場）〜白浜町（円月島〜白良浜〜千畳敷〜三段壁/三段壁洞窟〜アドベンチャーワールド）  |     | 89               |
| 85  | 2014/6/10  | 番組初の新潟県、米どころ＆港と川で発展してきた新潟市   | 栗山米菓新潟せんべい王国〜コメリ（国内最大店舗）〜山の下閘門排水機場〜新潟市歴史博物館（みなとぴあ）〜西堀通（寺が一列に並ぶ地域）〜人情横丁〜レインボータワー〜亀田製菓〜北方文化博物館〜新潟県立植物園〜金津油田〜しろね大凧と歴史の館                                                                    |     | 91               |
| 86  | 2014/6/17  | 世界に名を轟かす金属加工職人の町 新潟県燕市〜三条市    | 燕市（大河津分水路〜松本機工〜金属加工工場〜水道の塔）〜三条市（燕三条地場産業振興センター〜燕三条駅／三条燕IC(燕市)〜刃物製造工場〜スノーピーク） |     | 65               |
| 87  | 2014/6/24  | 龍馬とカツオとよさこいの発祥の町 高知県高知市          | 桂浜〜高知県立牧野植物園〜土佐電気鉄道（桟橋車庫前停留場、清和学園前停留場〜一条橋停留場）〜高知よさこい情報交流館〜はりまや橋〜高知城〜高知駅〜兼松エンジニアリング |     |                  |
| 88  | 2014/7/1   | 高知県南国市から土佐湾沿いに安芸市を経て室戸岬へ       | 南国市（長尾鶏センター）〜香美市（香美市立やなせたかし記念館）〜香南市（赤岡町〜手結港可動橋）〜安芸市（野良時計）〜馬路村（魚梁瀬森林鉄道）〜吉良川町〜室戸市（室戸岬）〜高岡の防風石垣 |     |                  |
| 89  | 2014/7/8   | 歴史が生きる町信州松本を堪能し夏の上高地を目指す       | 旧開智学校〜松本城〜大手（青翰堂書店、がまざむらい像）〜中町蔵の会館〜松本市はかり資料館〜松本民芸家具〜てまり時計〜松本衣デザイン専門学校〜源智の井戸〜松本市美術館〜フジゲン（なんじゃこりゃロックバージョン放送）〜スドージャム                                                                          |     | 38               |
| 90  | 2014/7/15  | 日本を代表する山岳リゾート 絶景！夏の上高地＆乗鞍へ    | アルピコ交通〜稲核風穴〜奈川渡ダム〜乗鞍ペンション群〜霞沢発電所〜白骨温泉〜釜トンネル〜大正池〜田代池〜上高地帝国ホテル〜河童橋〜嘉門次小屋 |     |                  |
| 91  | 2014/7/22  | 大阪から夏の京都へ…JR京都線を行く(1)                   | 大阪市（大阪駅／阪急大阪梅田駅〜グランフロント大阪〜サッパボイラ）〜吹田市（岸辺駅〜万博記念公園）〜茨木市（郡山宿本陣〜太田茶臼山古墳）〜高槻市（今城塚古墳） |     | 41               |
| 92  | 2014/7/29  | 大阪から夏の京都へ…JR京都線を行く(2)                   | 高槻市（明治大阪工場〜大山崎町〜本澄寺）〜島本町（大阪染工〜サントリー山崎蒸溜所〜大山崎JCT周辺）〜長岡京市（レンゴー新京都事業所〜長岡京）〜京都市（東寺周辺〜四条大橋〜鴨川納涼床） |     |                  |
| 93  | 2014/8/5   | 夏の三浦半島 横須賀から三浦海岸、城ケ島へ              | 横須賀（横須賀港〜三笠公園／三笠 (戦艦) 浦賀港〜久里浜港〜ペリー公園〜くりはま花の国）〜三浦市（三浦海岸〜三浦市三崎水産物地方卸売市場〜城ヶ島） |     |                  |
| 94  | 2014/8/12  | 夏の三浦半島 葉山・逗子の美しい海水浴場を通り鎌倉へ    | 三浦市（海の美術館）〜横須賀市（長井海の手公園／ソレイユの丘〜大楠山）〜葉山町（葉山御用邸〜一色海水浴場）〜逗子市（逗子開成中学校・高等学校〜逗子駅周辺） |     | 42               |
| 95  | 2014/8/19  | 福岡市(1) 全国に広がる食文化&成長著しい九州一の都市    | 海の中道〜博多港〜韓国釜山〜博多ポートタワー〜中洲〜櫛田神社〜ハイアットリージェンシー福岡〜福岡空港〜福岡市立宮竹中学校〜福岡女学院 |     |                  |
| 96  | 2014/8/26  | 福岡市(2) 開発進む新しい都市の顔と船で10分離島の生活   | 福岡市中央卸売市場〜天神周辺〜福岡城／大濠公園〜大村美容ファッション専門学校〜福岡ヤフオク!ドーム〜シーサイドももち〜ヒルトン福岡シーホーク〜元寇防塁〜能古島 |     | 70               |
| 97  | 2014/9/2   | 美しい扇状地と湧水の恵み、黒部川河口から黒部峡谷へ     | 黒部市（黒部港生地中橋〜YKKセンターパーク）〜入善町（海洋深層水取水施設〜杉沢の沢スギ〜入善ジャンボスイカ〜散居村）〜黒部市（黒部宇奈月温泉駅〜発電所美術館〜愛本橋〜宇奈月温泉） |     |                  |
| 98  | 2014/9/9   | 絶景の黒部峡谷から水力発電と地下専用鉄道の黒部ダムへ   | 黒部市（宇奈月温泉〜黒部峡谷鉄道〜うなづき湖／新柳河原発電所〜黒薙温泉〜<ここから上空と地下の黒部ルートを双方で紹介>仙人谷ダム〜水平歩道〜阿曽原温泉）〜立山町（十字峡〜黒部川第四発電所〜黒部ダム） |     | 46               |
| 99  | 2014/9/16  | 世界遺産の群馬・富岡製糸場とユニークな農産物の下仁田町 | 高崎市〜甘楽町（白倉神社〜ハンドベル工場〜こんにゃくパーク）〜富岡市（マンナンライフ曽木工場〜富岡製糸場〜一之宮貫前神社〜大島の火祭り）〜下仁田町（下仁田ネギ農家）〜南牧村（炭料理〜線ヶ滝） |     |                  |
| 100 | 2014/9/23  | りんご日本一&歴史薫る城下町 青森県弘前                 | 弘前市（岩木山〜りんご農家〜弘前城〜旧弘前市立図書館〜津軽三味線工房〜こぎん刺し工房津軽塗工房〜ブナ木工品（ブナコ））〜平川市（盛美園）〜田舎館村（田んぼアート〜田舎館村役場（田舎館城））〜黒石市（ボッコ靴工房〜こみせ通り〜浅瀬石川ダム（虹の湖公園）〜青荷温泉）                                      |     | 71               |

### plus（101回〜200回）
| 回  | 放送日     | サブタイトル                                           | 紹介地域の補足、備考 | DVD | デアゴスティーニ |
| --- | ---------- | ------------------------------------------------------ | --- | --- | ---------------- |
| 101 | 2014/9/30  | 巨大で不思議なモノが続々&ローカル線 青森県津軽半島     | 板柳町（りんご木箱工場）〜鶴田町に点在する鶴のオブジェ〜五所川原市（立佞武多の館)〜つがる市（木造駅〜開拓新田〜メロン農家）〜五所川原市（立佞武多の館〜津軽鉄道津軽五所川原駅（密着24時）〜津軽金山焼)〜五所川原市（斜陽館〜十三湖）〜外ヶ浜町（竜飛崎〜青函トンネル記念館〜青函トンネル竜飛斜坑線） |     |                  |
| 102 | 2014/10/7  | 実りの秋フルーツと不思議な景色 山梨県甲府盆地SP        | 甲州市（ブドウ農園/ワイン工場）〜笛吹市（桃農園〜桔梗屋/桔梗信玄餅）〜山梨市（ほったらかし温泉〜川浦温泉山県館）〜丹波山村〜山梨市(根津記念館）〜笛吹市（石和温泉）〜甲府市（山梨学院大学〜甲斐善光寺〜武田神社〜甲府駅周辺〜宝石加工）〜甲斐市（釜無川信玄堤〜ほうとう店）〜韮崎市(ホテル舟山)〜北杜市(オオムラサキセンター〜金精軒〜レタス水耕栽培〜星野リゾートゾナーレ八ヶ岳) |     |                  |
| 103 | 2014/10/14 | 動物園・遊園地アンコール編                             | plus28回のアンコール放送（再放送） |     |                  |
| 104 | 2014/10/21 | 若狭湾 欧州の玄関口 敦賀から絶景の三方五湖＆小浜へ     | 敦賀市（敦賀赤れんが倉庫〜敦賀鉄道資料館〜気比の松原〜水島〜昆布館（おぼろ昆布）〜若狭町（虹岳島温泉)〜小浜市（田烏集落〜蘇洞門〜小浜市街〜箸工場〜加斗駅）〜おおい町（うみんぴあ大飯〜若狭本郷駅）〜高浜町（若狭和田海水浴場〜和田市街〜日引の棚田） |     | 73               |
| 105 | 2014/10/28 | 若狭湾 港町舞鶴から日本三景天橋立、絶景の舟屋集落へ    | 舞鶴市（舞鶴市街〜舞鶴赤れんがパーク〜葦谷砲台〜旧北吸浄水場第1配水池〜海上自衛隊北吸桟橋/舞鶴教育隊〜ジャパン マリンユナイテッド舞鶴事業所（空から造船所をみてみよう）〜吉原地区）〜宮津市（北近畿タンゴ鉄道〜グンゼ宮津工場〜天橋立）〜野田川町（丹後ちりめん歴史館）〜伊根町（伊根浦舟屋集落〜カマヤ海岸）〜京丹後市（経ヶ岬灯台)〜山陰海岸ジオパーク(屏風岩〜袖志の棚田〜立岩） |     |                  |
| 106 | 2014/11/4  | 世界遺産＆秋を満喫 日光                                | 宇都宮市（栃木県子ども総合科学館〜大谷石採石場）〜鹿沼市（彫刻屋台〜麻加工場）〜日光市(日光杉並木〜JR日光駅〜日光金谷ホテル〜日光山輪王寺〜日光東照宮〜東武日光鋼索鉄道線〜いろは坂（ここから終了まで以前放送された紅葉景色を混ぜて紹介）〜華厳の滝〜中禅寺湖〜竜頭の滝〜戦場ヶ原〜湯滝〜湯ノ湖） |     |                  |
| 107 | 2014/11/11 | 秋の温泉と渓谷 栃木県鬼怒川温泉〜湯西川温泉            | 日光市（東武ED4010形電気機関車〜たまり漬け〜今市文化会館〜やな〜東武ワールドスクウェア〜鬼怒川ライン下り〜鬼怒楯岩大吊橋（吊り橋）〜立岩橋（アーチ橋）〜鬼怒川温泉ふれあい橋（フィーレンル橋）〜黒鉄橋（トラス橋）〜鬼怒川温泉ロープウェイ〜滝見橋（吊り橋）〜鬼怒岩橋（桁橋）〜龍王峡〜川治ダム〜栗山地区〜湯西川ダム〜道の駅湯西川〜湯西川温泉） |     | 75               |
| 108 | 2014/11/18 | 小京都の町並み角館&絶景の田沢湖… 秋田県仙北市を行く    | 仙北市（西明寺栗畑〜武家屋敷通り（石黒家〜小田野家）〜仙北市立角館樺細工伝承館〜回顧の滝〜森の駅・巨木の森美術館〜秋田杉〜生保内発電所〜田沢湖〜鶴の湯〜玉川ダム〜玉川温泉〜玉川酸性水中和処理施設） |     | 50               |
| 109 | 2014/11/25 | 実りの秋の米どころ&花火の町 秋田県大曲（大仙市）を行く | 大仙市（杜仲農家〜杜仲豚(農家レストラン 元気な農家)〜花火工場〜秋田おばこライスターミナル（あきたこまち）〜ハム工場（嶋田ハム）〜大曲駅〜豆腐かまぼこ〜大曲納豆汁〜旧池田氏庭園〜ナガイ白衣工業〜刈和野駅（刈和野の大綱引き）〜強首温泉郷（樅峰苑）〜大仙市郷土資料館 大盛館） |     |                  |
| 110 | 2014/12/2  | 港町神戸から豊臣秀吉も愛した京阪神の奥座敷・有馬温泉へ | 神戸市を新開地駅から神戸電鉄沿いに有馬温泉までを紹介。 新開地〜湊川隧道〜鵯越〜神戸電鉄鈴蘭台車庫〜桜の宮住宅〜谷上駅〜花山東団地〜有馬温泉（温泉寺〜念仏寺〜金の湯〜温泉街〜炭酸泉原〜有馬温泉 太閤の湯） |     | 98               |
| 111 | 2014/12/9  | 兵庫県の有馬温泉から美しい新興住宅地三田、城下町篠山へ | 神戸市（神戸三田プレミアム・アウトレット）〜三田市（有馬富士公園〜欣勝寺〜アニマルオブジェ制作店〜フラワータウン〜丹波立杭焼〜丸山城）〜篠山市（篠山イノシシ鍋〜篠山城〜篠山市篠山伝統的建造物群保存地区）〜河原町妻入商家群 |     |                  |
| 112 | 2014/12/16 | 港から栄えてきたコンパクトシティ 長崎県佐世保          | 佐世保市（針尾無線塔〜ハウステンボス〜早岐駅〜ジャパネットたかた本社〜佐世保重工業〜とんねる横丁（防空壕跡）〜さるくシティ4○3 〜松浦鉄道佐世保中央駅〜中佐世保駅〜親和銀行本店〜眼鏡岩〜桧台〜九十九島〜黒島〜黒島天主堂） |     | 31               |
| 113 | 2014/12/23 | 長崎県大村湾ぐるっと一周…九州最後の炭鉱遺産を訪ねて    | 佐世保市〜川棚町（魚雷発射試験場跡）〜波佐見町（波佐見焼中尾上登窯跡）〜東彼杵町（そのぎ茶畑〜千綿駅）〜大村市（郡川〜長崎空港〜玖島城）〜諫早市（諫早公園(眼鏡橋・御院））〜時津町（茶屋（本陣））〜西海市（音浴博物館）〜長崎市（池島〜西海市（大島〜大島造船所〜オランダ村跡） |     |                  |
| 114 | 2015/1/6   | 群馬県水上〜奥利根                                     | みなかみ町（月夜野IC〜三峰山〜猿ヶ京〜法師温泉長寿館〜諏訪峡〜SLみなかみ〜水上駅〜川口市立水上少年自然の家〜土合駅〜水上高原ホテル200〜須田貝ダム（重力式コンクリートダム）〜奈良俣ダム（ロックフィルダム）〜矢木沢ダム（アーチ式コンクリートダム）〜みなかみダムカレー〜日本バイブルホーム） |     |                  |
| 115 | 2015/1/13  | 群馬県伊香保温泉 標高700m石段の温泉街&絶景榛名湖       | 前橋市〜渋川市（たちばなの郷 城山〜佐久発電所〜渋川駅）〜榛東村（卯三郎こけし）〜渋川市（水沢うどん〜伊香保グリーン牧場〜東武伊香保軌道線車両〜伊香保温泉〜高根展望台〜榛名富士〜榛名湖） |     |                  |
| 116 | 2015/1/20  | 岐阜県岐阜市 天空の城と長良川の産業・文化を訪ねて      | 岐阜市（わかば農園〜岐阜駅周辺〜岐阜提灯〜正法寺岐阜大仏〜岐阜城〜川原町〜ロボット水門〜鏡岩水源地〜長良川うかいミュージアム〜マイクロ波通信用の反射板〜加納城跡〜マンホール蓋工場〜岐阜市中央卸売市場〜ファンシーヤーン工場） |     |                  |
| 117 | 2015/1/27  | 岐阜県大垣〜関ヶ原 古戦場&全国一の特産物が続々         | 岐阜駅〜瑞穂市（さぼてん農家）〜大垣市（加賀野八幡神社井戸）〜わさび農家〜大垣城〜枡工場〜輪中/水屋）〜養老町（養老温泉〜養老天命反転地〜養老の滝）〜海津市（中日本氷糖南濃工場 氷砂糖資料館）〜大垣氏（赤坂宿 (中山道)〜金生山〜西濃鉄道〜日本耐酸壜工業〜柿羊羹つちや工場）〜関ケ原町（関ヶ原古戦場跡〜関ヶ原ウォーランド） |     | 55               |
| 118 | 2015/2/3   | 静岡県沼津〜静岡〜焼津 2時間SP                         | 沼津市（静浦漁港〜沼津港/沼津港深海水族館〜沼津港線/蛇松線跡）〜千本松原〜富士市（毘沙門天妙法寺〜鈴川の富士塚〜岳南鉄道〜富士川）〜静岡市（由比港〜薩埵峠〜みかん畑〜清水港〜小芝八幡宮（サッカー神社）〜清水港線跡〜三保の松原〜石垣いちご〜久能山東照宮〜日本平ホテル〜バンダイホビーセンター〜静岡大成高校〜駿府城〜静岡おでん店舗〜駿河下駄工場〜登呂遺跡〜丁子屋〜用宗漁港）〜焼津市（焼津漁港〜はごろもフーズ焼津プラント）〜御前崎 |     |                  |
| 119 | 2015/2/10  | 岡山県岡山市                                           | 岡山市（犬島・精錬所美術館〜産業用モノレールメーカーニッカリ〜西大寺（裸祭）〜五福通り〜四ツ手網小屋〜児島湖〜ヤンマー農機製造〜十日市交差点〜大雲寺交差点〜岡山県立図書館〜岡山城・岡山後楽園〜岡山電気軌道〜三井のリハウス岡山駅前店〜岡山駅・桃太郎・吉備団子（廣榮堂本店藤原店）〜ホテルグランヴィア岡山〜カバヤ食品） |     |                  |
| 120 | 2015/2/17  | 愛媛県松山・道後温泉                                   | 松山市（椿神社の鳥居〜大手町駅鉄軌道平面交差〜松山城〜松山ロープウェイ商店街〜大街道商店街〜坊っちゃん列車〜道後温泉本館（閉店から開店までを紹介）〜道後オンセナート（宝荘ホテル/ふなや/道後プリンスホテル）〜野球拳〜たかのこの湯)〜東温市（横河原駅〜黒板メーカーサカワ〜ダーツメーカーコスモ精機） |     |                  |
| 121 | 2015/2/24  | 愛媛県松山・忽那諸島                                   | 松前町（産業用モノレールメーカー米山工業〜珍味メーカー）〜松山市（三津地区お好み焼き店〜三津の渡し〜高浜駅〜忽那諸島（興居島〜釣島〜野忽那島〜睦月島〜中島（松山北高校中島分校）〜怒和島〜津和地島〜二神島）〜井関農機〜ケン・マツウラレーシングサービス〜鹿島〜安居島） |     | 82               |
| 122 | 2015/3/3   | 埼玉県大宮〜熊谷                                       | さいたま市(鉄道博物館)〜上尾市（小松菜畑）〜桶川市（バス用ターンテーブル）〜桶川宿本陣〜旧桶川飛行学校）〜川島町（荒川の流れていた河川によって誕生した地形）〜鴻巣市（荒川/川幅日本一）〜吉見町（吉見百穴）〜北本市（日本フエルト）〜鴻巣市（節句人形）〜行田市（埼玉古墳群）〜熊谷市 |     |                  |
| 123 | 2015/3/10  | 埼玉県熊谷〜群馬県高崎                                 | 熊谷市（熊谷駅周辺〜彩の国くまがやドーム〜馬車道本社〜八木橋百貨店)〜深谷市（日本鋼管ライトスチール引込線跡〜御稜威ヶ原工業団地（UACJ深谷製造所）〜深谷駅（深谷レンガ）〜深谷ねぎ）〜本庄市（赤城乳業本庄千本さくら『5S』工場〜競進社模範蚕室）〜神川町〜藤岡市（だるま窯瓦〜ガトーフェスタ・ハラダ）〜高崎市（マックス倉加野工場〜長野用堰水円筒分水） |     |                  |
| 124 | 2015/3/17  | 大分県大分〜津久見                                     | 大分市（大分銀行赤レンガ館〜大分駅〜文房具商社平岡〜新日鐵住金大分製鐵所〜大分流通業務団地（ざびえる本舗）〜大野川工場夜景〜パンパシフィック・カッパー佐賀関製錬所〜佐賀関漁港)〜臼杵市（黒島〜フンドーキン醤油〜臼杵城)〜津久見市（太平洋セメント大分工場〜保戸島〜地無垢島/沖無垢島） |     |                  |
| 125 | 2015/3/24  | 大分県大分〜竹田                                       | 大分市（滝尾百穴横穴古墳群〜帆足本家 富春館）〜豊後大野市（おおいた豊後大野ジオパーク（岩戸の景観〜沈堕の滝〜清水橋〜出會橋・轟橋〜滞迫峡〜原尻の滝）〜竹田市（岡城跡/竹田市役所/豊後竹田駅〜隠れキリシタン洞窟礼拝堂〜白水溜池堰堤〜長湯温泉） |     |                  |
| 126 | 2015/3/31  | 和歌山県高野山                                         | 橋本市（紀州へら竿〜学文路苅萱堂〜葛城館〜高野口小学校）〜九度山町（慈尊院〜こうや花鉄道 天空〜高野山ケーブルカー）〜高野町（大門〜壇上伽藍（中門〜金堂〜根本大塔）〜高野山大学〜金剛峯寺〜福智院〜奥之院） |     | 59               |
| 127 | 2015/4/7   | 大阪梅田〜ベイエリア                                   | 大阪市（梅田スカイビル〜大阪市中央卸売市場本場〜中之島漁港〜安治川隧道〜安治川水門〜ユニバーサル・スタジオ・ジャパン〜天保山〜海遊館〜築港赤レンガ倉庫〜天保山ジャンクション〜鈴木合金（抵抗器工場）〜千本松大橋〜大正区平尾本通商店街〜中村工業（ワイヤーロープ工場）〜京セラドーム大阪） |     |                  |
| 128 | 2015/4/14  | 大阪環状線ぐるっと一周                                 | 大阪市（JR弁天町駅〜551蓬莱セントラルキッチン〜通天閣〜新世界市場〜あべのハルカス〜JR西日本天王寺信号通信区〜きた産業（キャップ工場）〜鶴橋駅/鶴橋商店街〜玉造駅/ビエラ玉造〜もりのみやキューズモールBASE〜大阪城〜淀川貨物線跡〜中崎町） |     | 86               |
| 129 | 2015/4/21  | 佐賀県伊万里                                           | 伊万里市（波多津公民館（女相撲）〜伊万里湾福島〜伊万里クルマエビセンター〜名村造船所伊万里事業所〜海洋開発技術研究所〜カブトガニの館〜行池司蒲鉾〜陶器商家資料館〜伊万里駅〜ドライブイン鳥〜道の駅伊万里ふるさと村（JA伊万里:焼肉マン）〜大川内山（伊万里焼）〜木材コンビナート〜向山炭鉱跡〜川南造船所跡 |     |                  |
| 130 | 2015/4/28  | 佐賀県有田〜武雄                                       | 伊万里市（伊万里駅〜国見炭鉱ホッパー（興和日東））〜有田町（有田焼:粘土工場（田島商店:泉山磁石場）〜成型工場（藤生地屋）〜絵具工場（岸川絵具店）〜転写工場（幸楽窯）〜源右衛門窯）〜ツヴィンガー宮殿〜有田内山〜陶山神社)〜武雄市（清本鐵工（錨工場）〜御船山楽園〜武雄温泉〜武雄市図書館・歴史資料館） |     |                  |
| 131 | 2015/5/5   | 江ノ電（鎌倉〜藤沢）                                   | 鎌倉市（鎌倉駅〜東身延本覚寺〜コペンローカルベース鎌倉〜入口線路ショップ〜柴崎牛乳本店/鎌倉文学館〜観音大通り〜長谷寺〜華正樓鎌倉店〜鎌倉大仏〜顕証寺〜腰越駅（はみ電駅））〜藤沢市（江の島〜鵠沼周辺（はす池）） |     |                  |
| 132 | 2015/5/12  | 湘南モノレール（湘南江ノ島〜大船）                     | 藤沢市（湘南江の島駅〜横浜藤沢線計画予定地）〜鎌倉市（鎌倉山〜鎌倉彫〜湘南モノレール車両基地〜三菱電機鎌倉製作所（人工衛星工場)〜シンロイヒ（蛍光塗料工場)〜アボック（植物名ラベル）〜大船駅周辺〜鎌倉野菜） |     |                  |
| 133 | 2015/5/19  | 徳島県鳴門〜徳島（徳島県前編）                         | 南あわじ市〜鳴門海峡/渦潮〜鳴門市（福永家住宅〜大谷焼〜芋味噌（福寿醤油）〜お遍路（第一番札所:霊山寺〜第二番札所:極楽寺））〜藍住町（春夏にんじん〜藍の館〜カリフラワー）〜徳島市（吉野川〜阿波尾鶏〜旧高原ビル〜阿波おどり会館） |     |                  |
| 134 | 2015/5/26  | 徳島県徳島〜阿南（徳島県後編）                         | 徳島市（徳島駅〜三河家住宅〜徳島ラーメン〜徳島製粉）〜小松島市（小松島ステーションパーク/金長たぬき〜日新四国工場（構造用合板工場）〜菌床しいたけ（天恵菇））〜阿南市（日亜化学工業〜阿南市科学センター〜大理石採石場/アナンムシオイガイ〜第二十一番札所:太龍寺/太龍寺ロープウェイ〜椿自然園〜かもだ岬温泉保養センター） |     |                  |
| 135 | 2015/6/2   | 世界遺産熊野古道                                       | 田辺市（田辺市中辺路木材加工場〜滝尻王子〜高原熊野神社〜牛馬童子像〜近露王子（箸折茶屋/足湯）〜継桜王子（野中の清水）〜発心門王子〜伏拝王子（伏拝茶屋）〜祓戸王子〜熊野本宮大社〜湯の峰温泉〜川湯温泉）〜熊野市（旧紀州鉱山トロッコ（ホテル瀞流荘-湯ノ口温泉）〜丸山千枚田〜赤木城跡〜木津呂）〜瀞峡〜北山村（観光筏下り） |     | 63               |
| 136 | 2015/6/16  | 和歌山県新宮・那智勝浦                                 | 新宮市（熊野川舟下り〜三反帆〜神倉神社〜熊野速玉大社〜川原家横丁〜新宮城跡）〜那智勝浦町（紀の松島めぐり〜ホテル浦島〜ホテル中の島〜勝浦漁港〜大門坂〜熊野那智大社/青岸渡寺/那智の滝） |     |                  |
| 137 | 2015/6/23  | 製鉄所 原料から鉄ができるまで巨大工場に大潜入SP        | 新日鐵住金鹿島製鉄所（原料ヤード、高炉、製鋼工場、日鉄スラグ製品） |     |                  |
| 138 | 2015/6/30  | 島根県益田〜津和野                                     | 益田市（益田競馬場跡地〜鴨島ハマグリ〜グラントワ/島根県立石美術館〜アムスメロン農家〜Mランド〜あんな坂こんな坂手作り自然公園)〜津和野町（日原天文台〜青野山〜津和野城跡〜津和野の水路） |     | 64               |
| 139 | 2015/7/7   | 京都三条〜貴船・鞍馬                                   | 京都市（イシダ〜聖護院八ツ橋総本店〜京都大学西部講堂〜出町柳駅〜一乗寺駅周辺（ラーメン店）〜五山送り火〜国立京都国際会館〜川島織物セルコン〜叡山電鉄観光車両きらら〜貴船川床〜貴船神社〜鞍馬寺） |     |                  |
| 140 | 2015/7/14  | 京都 比叡山〜大原・美山 自然美溢れる山里へ             | 京都市（叡山ケーブル・叡山ロープウェイ）〜大津市（比叡山延暦寺）〜京都市（八瀬かまぶろ〜三千院〜峰定寺/美山荘）〜南丹市（京都大学芦生研究林〜かやぶきの里・北村） |     |                  |
| 141 | 2015/7/21  | 信州 蓼科高原                                          | 八ヶ岳〜ビーナスライン沿いに紹介 原村（セロリ畑）〜茅野市（松木寒天産業〜メルヘン街道〜〜尖石縄文交番〜蓼科高原バラクライングリッシュガーデン〜蓼科湖〜無藝荘〜蓼科別荘〜北八ヶ岳ロープウエイ)〜立科町（女神湖）〜茅野市（白樺湖〜車山高原）〜下諏訪町〜長和町（三峰茶屋）〜上田市（美ヶ原高原美術館） |     | 92               |
| 142 | 2015/7/28  | 信州 諏訪湖                                            | 茅野市〜諏訪市（ミツバチ巣箱工場〜ミクロ発條（バネ工場）〜諏訪湖〜片倉館〜諏訪湖間欠泉センター〜セイコーエプソン）〜下諏訪町（日本電産サンキョー（オルゴール工場）〜御田町商店街〜諏訪湖時の科学館 儀象堂）〜岡谷市（世界最速試作センター〜岡谷蚕糸博物館〜精良軒（落雁製菓店）〜リバーセイコー〜うなぎ店〜釜口水門〜諏訪湖 |     |                  |
| 143 | 2015/8/4   | 能登半島ぐるっと一周2時間SP                            | 金沢市〜羽咋市（千里浜なぎさドライブウェイ〜北陸モンベル流通センター〜JR七尾線羽咋駅前擬音のオブジェ〜コスモアイル羽咋〜山崎麻織物工房）〜中能登町〜七尾市（スギヨ（カニカマ工場）〜能登食祭市場〜七尾市立和倉小学校〜和倉温泉加賀屋〜のと鉄道能登中島駅オユ10鉄道郵便車／のと里山里海号）〜穴水町（碁笥工場）〜能登町（小木漁港〜磯の観察路〜九十九湾百楽荘〜宗玄酒造のトロ恋路駅）〜珠洲市（見附島（軍艦島）〜七輪工場（能登燃焼器工業）〜禄剛埼灯台〜道の駅すず塩田村）〜輪島市（白米千枚田〜輪島キリコ会館〜輪島塗〜舳倉島〜間垣〜トトロ岩〜能登金剛）〜志賀町（世界一長いベンチ） |     |                  |
| 144 | 2015/8/11  | 富士山（三島〜裾野〜富士山）                           | 沼津市〜清水町（柿田川湧水群）〜三島市（うなぎ店〜三島駅〜三島茶碗）〜裾野市（芝畑〜日本庭園鉄道〜すその美人の湯ヘルシーパーク裾野〜富士サファリパーク〜ぐりんぱ）〜富士山富士宮ルート（六合目雲海荘〜宝永山〜新七合目御来光山荘〜九合目万年雪山荘〜富士山本宮浅間大社奥宮〜富士山頂郵便局） |     |                  |
| 145 | 2015/8/18  | 祝！世界遺産登録 江戸の町並みが残る山口県萩            | 萩市（笠山〜はぎ温泉萩小町〜萩反射炉〜松陰神社・松下村塾〜東光寺〜村田蒲鉾店〜藍場川〜土原商店街〜萩心海〜明倫館〜萩城下町地区（中級武家屋敷・商家）、萩城跡〜羽島〜肥島〜櫃島〜大島〜見島（見島牛）） |     |                  |
| 146 | 2015/8/25  | 岩手県花巻温泉〜遠野                                   | 花巻市（さかえや本店〜花巻城跡〜マルカン百貨店〜花巻電鉄〜花巻南温泉郷〜昭和の学校（旧花巻市立前田小学校)〜鉛温泉〜花巻温泉〜K.T.W.〜花巻のヒエ）〜遠野市（宮守川橋梁〜鍋倉城跡〜遠野駅前交番〜カッパ淵〜遠野ふるさと村〜遠野馬の里〜暮坪かぶ） |     | 94               |
| 147 | 2015/9/1   | 岩手県盛岡                                             | 盛岡市（盛岡貨物ターミナル駅〜盛岡リンゴ〜志波城古代公園〜レース鳩〜南部鉄器岩鋳〜盛岡竿（石澤和竿・毛鉤工房）〜ハンバーグレストラン ベル大通店〜岩手銀行旧本店本館〜盛岡バスセンター〜紺屋町番屋〜盛岡市立上田小学校〜福田パン〜大志田駅〜浅岸駅〜覆馬場プラザ（旧陸軍軍馬訓練ン施設）〜石川啄木生家（常光寺）〜関東農機盛岡工場） |     |                  |
| 148 | 2015/9/8   | 立山黒部アルペンルート(1)                              | 富山市（富山駅〜寺田駅）〜上市町（穴の谷の霊水〜大岩山日石寺）〜立山町（越中瀬戸焼陶農館〜岩峅寺駅〜雄山神社前立社壇〜雄山神社中宮祈願殿〜布橋〜国土交通省立山砂防工事専用軌道）〜立山黒部アルペンルート（立山駅〜立山ケーブルカー)〜美女平駅〜立山高原バス〜称名滝/ハンノキ滝〜弥陀ヶ原（餓鬼の田）〜雪の大谷〜室堂駅〜ミクリガ池〜地獄谷温泉雷鳥荘〜雄山） |     | 96               |
| 149 | 2015/9/15  | 立山黒部アルペンルート(2)                              | 立山町（室堂駅〜立山トンネルトロリーバス〜雄山神社峰本社〜大観峰〜立山ロープウェイ〜黒部平駅〜黒部ケーブルカー〜黒部ダム〜関電トンネルトロリーバス）〜大町市（扇沢駅〜黒部ダムカレー〜大町エネルギー博物館〜昭和電工大町事業所） |     |                  |
| 150 | 2015/9/22  | 鹿児島県霧島市                                         | 霧島市（隼人三島〜A-Zスーパーセンターはやと店〜塚田農場霧島国分本店〜薩摩錫器（岩切美巧堂）〜京セラ鹿児島国分工場〜霧島国分夏まつり（国分寺御輿競争）〜日当山温泉西郷どん湯〜鹿児島空港〜バレルバレー プラハ＆GEN〜霧島茶〜嘉例川駅〜大出水の湧水〜霧島高原まほろばの里/薩摩黒切子〜霧島温泉郷/丸尾温泉〜丸尾滝〜霧島ホテル硫黄谷庭園大浴場〜霧島神社〜霧島連山） |     |                  |
| 151 | 2015/9/29  | 霧島連山・えびの高原                                   | 霧島市（高千穂峰〜御鉢〜新燃岳〜大浪池〜獅子戸岳）〜小林市(大幡池〜丸岡山〜夷守岳)〜霧島市/小林市/えびの市（韓国岳）〜えびの市(硫黄山〜六観音御池〜えびの高原〜大霧発電所〜甑岳〜白鳥温泉上湯）〜湧水町（八幡大地獄）〜霧島市（肥薩線〜大隅横川駅)〜湧水町（竹中池そうめん流し〜吉松駅〜はやとの風）〜えびの市（京町温泉〜牛越祭〜えびのホースパーク〜森岡城〜真幸駅） |     |                  |
| 152 | 2015/10/6  | 飛騨高山2時間SP                                        | 高山市（飛騨民俗村・飛騨の里〜さるぼぼ〜高山陣屋〜さんまち〜料亭 洲さき〜人力車観光〜飛騨さしこ〜飛騨高山手筒花火〜櫻山八幡宮〜飛騨高山獅子会館からくりミュージアム〜飛騨産業〜車田〜民芸会館匠の館〜乗鞍山頂畳平（富士見岳/お花畑）〜剣ヶ峰〜神の湯（平湯温泉）〜奥飛騨ガーデンホテル焼岳〜洞谷（栃尾温泉桜まつり）〜山椒畑〜水明館佳留萱山荘大露天風呂〜新穂高の湯〜新穂高ロープウェイ〜西穂高口駅〜槍ヶ岳/山荘 |     | 72               |
| 153 | 2015/10/20 | 福島県郡山市〜二本松市                                 | 郡山市（大安場史跡公園/大安場古墳群〜郡山駅周辺〜柏屋本店〜パン屋（クリームボックス）〜安積疏水/開成館〜鯉の養殖〜阿久津曲がりネギ）〜本宮市（本宮映画劇場〜蛇の鼻遊楽園）〜二本松市（二本松城〜二本松家具（田中家具）〜岳温泉〜あだたら高原スキー場〜くろがね小屋〜沼の平〜安達太良山） |     |                  |
| 154 | 2015/10/27 | 福島県福島市                                           | 福島市（信夫橋〜日本銀行福島支店〜山形新幹線〜福島製鋼〜フルーツライン（約14kmの区間）〜フルーツライン/福島ミスピーチ〜中野不動尊大日堂〜高湯温泉〜土湯温泉〜駅カフェ ボンマルシェ〜大わらじ〜アストラ〜飯坂温泉） |     |                  |
| 155 | 2015/11/3  | 信州 千曲〜長野                                        | 千曲市（姨捨棚田〜稲荷山宿）〜長野市（前田製作所〜茶臼山恐竜園〜緬羊繁殖センター〜旧屋代線松代駅/綿内駅/信濃田駅〜八幡原史跡公園〜長野飛行場跡〜みすずコーポレーション（こうや豆腐工場）〜マルコメ〜花火工場/犀川神社〜長野駅〜善光寺） |     | 74               |
| 156 | 2015/11/10 | 信州 長野市善光寺〜戸隠                                | 長野市（善光寺七名所（THE FUJIYA GONONJIN〜あまさけ茶屋やよい〜善光寺酒饅頭つるや〜笠原十兵衛薬局）〜善光寺〜りんご畑〜謙信物見の岩〜蕎麦畑〜戸隠神社（宝光社〜火之御子社〜中社）〜戸隠民俗館忍者からくり屋敷〜戸隠神社（隋神門〜九頭竜社〜奥社）〜竹細工店）〜小川村（明松寺〜小川の庄おやき村） |     |                  |
| 157 | 2015/11/17 | 高尾山〜相模湖〜上野原                                 | 八王子市（えのもとサーキット/ミニ四駆〜高尾山口駅〜高尾山ケーブルカー〜琵琶滝〜高尾山ビアマウント〜髙尾山薬王院〜高尾山山頂）〜相模原市（小原宿本陣〜相模湖（旧勝瀬集落〜勝瀬観光/スワン遊覧船)〜緑のラブレター）〜上野原市（河岸段丘〜秋山温泉〜旧上野原宿〜コモアブリッジ） |     |                  |
| 158 | 2015/11/24 | 鳥取県鳥取市                                           | 鳥取市（砂丘らっきょう畑〜鳥取砂丘〜砂の美術館〜なし畑〜鳥取駅前商店街〜すなば珈琲鳥取駅前店〜鳥取民藝美術館〜五臓圓ビル〜仁風閣〜ワールドウィングエンタープライズ〜鳥取カレー研究所（ガーデンかしの木）〜とうふちくわの里 ちむら〜とっとり賀露かにっこ館〜鳥取港（もさえび）〜浜村駅〜鹿野町〜谷口・青谷和紙） |     |                  |
| 159 | 2015/12/1  | 鳥取県倉吉市                                           | 湯梨浜町（旧羽合町〜東郷湖望湖楼）〜倉吉市（鳥取二十世紀梨記念館〜倉吉重要伝統的建物群保存地区（倉吉絣〜白壁倶楽部（旧国立第三銀行倉吉支店）〜はこた人形〜桑田醤油醸造場)〜三朝町（三朝温泉〜三朝バイオリン美術館〜三徳山三仏寺）〜北栄町(コナン巨大迷路〜青山剛昌ふるさと館）〜琴浦町（大山乳業農業協同組合〜牛骨ラーメン） |     |                  |
| 160 | 2015/12/8  | 静岡県熱海〜修善寺温泉                                 | 熱海市（丹那トンネル〜伊豆スカイライン）〜函南町（丹那牛乳）〜三島市（楽寿園〜白滝公園)〜清水町（木村鋳造所）〜伊豆の国市（韮山反射炉〜IZU・WORLDみんなのHawaiians〜伊豆の国パノラマパーク）〜伊豆市（ホテルオリーブの木）〜修善寺町（修善寺温泉/独鈷の湯〜修善寺） |     | 78               |
| 161 | 2015/12/15 | 静岡県西伊豆                                           | 沼津市（あわしまマリンパーク〜大瀬崎〜戸田港）〜伊豆市（土肥港〜世界一の花時計〜土肥金山〜恋人岬）〜西伊豆町（黄金崎クリスタルパーク〜黄金崎（馬ロック）〜カネサ鰹節商店〜堂ヶ島〜沢田公園露天風呂〜安良里漁港沖あがり食堂〜アロエ畑）〜松崎町（なまこ壁〜室岩洞） |     |                  |
| 162 | 2015/12/22 | 青森市青森〜八甲田山                                   | 青森市（青函連絡船メモリアルシップ八甲田丸〜青森駅と周辺〜青森県観光物産館アスパム〜マルハニチロ北日本青森工場〜旧青森競馬場〜銭湯〜ホタテ漁〜浅虫温泉〜日野建ホーム（線路挟まれ集落線路挟まれハウス）〜工藤パン〜三内丸山遺跡〜モヤヒルズ〜八甲田山〜城ヶ倉大橋〜酸ヶ湯温泉） |     |                  |
| 163 | 2016/1/5   | 兵庫県姫路〜竹田城跡2時間SP                            | 姫路市（姫路港〜日東社（マッチ工場）〜中野製鎖工業（鎖工場）〜三昌（レザー工場）〜姫路駅天ぷらえきそば〜姫路城〜渡辺金属工業〜明珍火箸〜書寫山圓教寺〜太陽公園白鳥城/石のエリア〜富栖の里〜姫路市営モノレール/旧大将軍駅（高尾アパート）〜手柄山中央公園/手柄ポート〜旭陽化学工業（ゼラチン/コラーゲン工場）〜家島〜西島〜姫路セントラルパーク〜鬼瓦工場）〜朝来市（史跡生野銀山〜淤加美神社〜日本ハンザキ研究所〜神子畑鋳鉄橋〜神子畑選鉱場跡）〜養父市（大仙粗砕場跡〜明延鉱山探検坑道〜一円電車くろがね号〜岩津ねぎ畑）〜朝来市（竹田城跡〜但馬牛/兵庫県立北部農業技術センター） |     |                  |
| 164 | 2016/1/19  | 青森県下北半島                                         | 野辺地町（野辺地防雪原林〜れすとらん常夜燈/日本最古の常夜燈）〜横浜町（菜の花畑/菜種油）〜むつ市（アツギ東北〜沈澄池堰堤〜釜臥山（航空自衛隊レーダーサイト（ガメラレーダー）/釜臥山展望台）〜恐山菩提寺）〜東通村(東通村庁舎/交流センター〜尻屋崎（寒立馬））〜むつ市（むつ科学技術館）〜風間浦村（大間鉄道メモリアルロード〜活イカ備蓄センター〜べこもち〜青森ヒバ木材所/大畑森林鉄道跡)〜大間町（大間崎/本州最北端の地〜大間埼灯台）〜佐井村（仏ヶ浦） |     |                  |
| 165 | 2016/1/26  | 群馬県館林〜栃木県足利                                 | 明和町〜館林市（茂林寺/文福茶釜〜タンピングランマー工場（三笠産業）〜日清製粉製粉ミュージアム〜花山うどん〜旧館林業見組合事務所〜つつじが岡公園）〜邑楽町〜大泉町（ブラジリアンタウン）〜足利市（月星食品〜史跡足利学校〜鑁阿寺〜ココ・ファーム・ワイナリー〜あしかがフラワーパーク〜足利織姫神社〜竹馬工場(第一レジン工業)〜レース工場（大定） |     |                  |
| 166 | 2016/2/2   | 福井県福井市                                           | 福井市（カーブミラー工場（ナックグループ）〜福井県工業技術センター〜袈裟工場（織工房 風美舎）〜経編生地工場/人口血管工場（福井経編興業）〜福井県庁〜福井駅前（恐竜モニュメント）〜新栄商店街〜福井鉄道市役所前駅（ヒゲ線）〜水ようかん店（えがわ）〜紋章工場（廣部硬器）〜レンタルDVDケース工場（ジャストコーポレーション）〜足羽川頭首工〜一乗谷朝倉氏遺跡〜一乗谷レストラント） |     |                  |
| 167 | 2016/2/9   | 福井県あわら市〜永平寺町                               | あわら市（北潟湖（寒フナ））〜坂井市（雄島〜東尋坊〜三国港(越前ガニ）〜旧森田銀行本店）〜あわら市（あわら温泉/雪吊〜えちぜん鉄道三国芦原線/本荘駅〜食品機械メーカー（コバード）〜丸岡城〜九頭竜川/鳴鹿大堰〜越前竹人形の里）〜永平寺町（胡麻豆腐の里 團助〜大本山永平寺） |     |                  |
| 168 | 2016/2/16  | 長崎県五島列島(1)                                      | 宇久島（平原ゴルフ場〜神浦小学校）〜納島〜小値賀島（古民家ステイ〜精米所〜小値賀こども園〜晋弘舎活版印刷所〜小値賀漁業組合）〜野崎島（野崎島自然学習村〜旧野首教会）〜中通島（仲知教会〜とっぺん塩〜青砂ヶ浦天主堂〜五島うどん（ますだ製麺)〜鯛ノ浦港）〜頭ヶ島（頭ヶ島天主堂/五島石〜中ノ浦教会〜若松大橋）〜若松島 |     | 81               |
| 169 | 2016/2/23  | 長崎県五島列島(2)                                      | 若松島〜奈留島（江上天主堂）〜椛島（浮体式洋上風力発電）〜蕨小島〜久賀島（旧五輪教会堂〜浜脇教会)〜福江島（堂崎天主堂〜椿油工場〜石田城跡（五島観光歴史資料館/五島市立図書館）〜五島市福江市街地〜生節工場〜鬼岳)〜黒島〜福江島（大瀬崎灯台）〜鳥山島〜嵯峨島〜福江島（かんころ餅〜白良ヶ浜万葉公園遣唐使船型展望台〜水ノ浦教会） |     |                  |
| 170 | 2016/3/1   | 群馬県太田〜伊勢崎                                     | 太田市（太田駅〜利根川〜中島知久平邸/富士重工業〜焼きそば店〜ジャパンスネークセンター〜縁切寺満徳寺〜世良田東照宮〜アイリス尾島工場）〜伊勢崎市（パイロットコーポレーション伊勢崎工場〜イートイン型自販機レストラン〜山崎製パン伊勢崎工場〜いせさき明治館〜下城〜駄菓子屋もんじゃ焼き〜小泉稲荷神社〜三立応用化工） |     |                  |
| 171 | 2016/3/8   | 宮城県仙台市2時間SP                                    | 名取市（セリ畑）〜仙台市（づんだあん望月製餡所〜遠見塚古墳〜仙台箪笥伝承館〜仙台駅〜いろは横丁〜松焚祭（大崎八幡宮）〜せんだいメディアテーク〜仙台城跡〜東北大学植物園〜亜炭（愛宕山横穴古墳〜仙台愛宕下水力発電導水トンネル）〜八木山動物公園（旧八木山球場）〜三居沢水力発電所〜あすと長町〜秋保電機鉄道線路跡〜地底の森ミュージアム〜秋保石採石場〜旧秋保温泉駅舎/仙台市電〜秋保おはぎ〜秋保温泉（伝承千年の宿 佐勘）〜塩沼亮潤慈眼寺〜秋保大滝〜老店（仙台七夕まつりお飾り（鳴海屋紙商事）〜銅加工（タゼン）〜長靴製造（弘進ゴム））〜六丁目交差点（38車線交差点）〜地下鉄東西線 荒井車両基地〜津波被災地（荒浜小学校〜カーペ・ディエム・パーク）〜みちのくそろばん博物館〜泉パークタウン〜老敬施設（エバーグリーンシティ・寺岡）〜桂高森SSレディースクリニック〜高森明泉幼稚園）                                                     |     |                  |
| 172 | 2016/3/15  | 瀬戸内海の島 香川県小豆島                              | 土庄町（土庄港（小豆島フェリー）〜迷路のまち（MeiPAMアートプロジェクト）〜土渕海峡)〜小豆島町（中山千枚田〜瀬戸内国際芸術祭〜銚子渓お猿の国〜寒霞渓〜星ヶ城山祭祀遺構〜小豆島オリーブ公園サン・オリーブ（東洋オリーブ）〜醤の郷（盛田小豆島工場/マルキン醤油〜ヤマロク醤油）〜二十四の瞳映画村〜生そうめん工場〜小豆島八十八ヶ所霊場（第72番札所奥之院笠ヶ瀧寺〜第2番札所碁石山） |     |                  |
| 173 | 2016/3/22  | 瀬戸内海の島々 小豆島〜豊島〜直島                      | 小豆島（農業体験宿泊施設（コスモイン有機園）〜沖島〜オリーブ牛〜豊島（壇山〜レストラン島キッチン〜豊島横尾館）〜男木島（男木島灯台〜オンバ）〜女木島（鬼ヶ島大洞窟）〜石島〜直島（地中美術館〜三菱マテリアル直島製錬所） |     |                  |
| 174 | 2016/4/5   | スペシャル 兵庫県尼崎〜西宮〜芦屋                      | 尼崎市（銭湯〜杭瀬市場〜道路保安製品メーカー（アドビック）〜歯科用レントゲンメーカー（タカラメディカル）〜ユニチカ記念館〜精密機器メーカー（ゼロ精工）〜麦チョコメーカー（高岡食品工業）〜尼崎港線跡〜世界の貯金箱博物館（尼崎信用金庫）〜尼崎工場夜景〜洋釘メーカー（アマテイ）〜尼崎閘門〜音羽電機工業雷テクノロジセンター〜ジャバラメーカー（ニッシンコーポレーション）〜菰樽メーカー（岸本吉二商店）〜シャレコーベミュージアム〜水薬専門製薬（大源製薬）〜西宮市（阪神甲子園球場〜宮水庭園（日本酒メーカー辰馬本家酒造）〜阪神間モダニズム（マンボウトンネル）〜東六甲展望台〜蓬萊峡〜生瀬水道橋〜旧福知山線廃線跡)〜芦屋市（ヨドコウ迎賓館） |     |                  |
| 175 | 2016/5/3   | 伊勢志摩〜熊野 2時間スペシャル                         | 宇治山田駅〜勢田川〜近鉄鳥羽線〜伊勢自動車道〜五十鈴川駅〜五十鈴川〜三重県営総合競技場〜浦田橋、和具漁港〜答志中学校〜ミキモト真珠島〜三ッ島〜板手島〜鳥羽駅〜鳥羽水族館〜鳥羽市役所〜浦口水産〜浜焼市場、海太郎〜山安水産パールロード店、南張海浜公園〜南伊勢町〜五ヶ所湾、梶賀漁港〜三重外湾漁協紀州支所梶賀浦〜熊野灘 |     |                  |
| 176 | 2016/5/17  | 京都府宇治〜奈良                                       | 三室戸駅〜宇治駅〜宇治川〜宇治橋〜平等院、宇治橋〜任天堂宇治工場〜平等院〜宇治市役所〜任天堂宇治小倉工場〜JR小倉駅〜JR奈良線〜カムループス通り〜久津川車塚古墳、キララ商店街〜新田辺駅〜近鉄京都線〜同志社前駅〜三山木駅、JR関西本線〜ヒシアゲ古墳〜コナベ古墳〜ウワナベ古墳〜奈良駅 |     | 88               |
| 177 | 2016/5/24  | 高知県土佐市〜大川村                                   | 仁淀川〜高石小学校〜高知自動車道、高知自動車道〜いやっし〜土佐〜土佐公園〜高知リハビリテーション学院〜三昭紙業〜波介川〜土佐PA、紙産業技術センター〜農業大学校〜仁淀川〜仁淀川橋〜かんぽの宿伊野〜伊野駅〜とさでん交通伊野線〜伊野商業前駅〜八代通駅、土佐町役場〜土佐町郷土学習センター〜土佐れいぼく農業協同組合〜早明浦ダム |     |                  |
| 178 | 2016/5/31  | 高知県須崎市〜仁淀川町                                 | 横浪三里〜須崎市、須崎駅〜須崎木材工業団地〜須崎道路、佐川町〜国道33号〜越知町、仁淀川〜筏津ダム〜仁淀川町 |     | 62               |
| 179 | 2016/6/7   | 東海道新幹線2時間スペシャル①東京駅〜静岡駅             | 有楽町DUO〜大井車両基地〜丸子橋〜品鶴線〜横浜市（大乘寺〜崎陽軒〜新横浜陶芸教室クラアート21〜日本味噌/江戸甘味噌）〜大和市（下落合公園）〜綾瀬市（大久保商店/高座豚〜サーフ・エンジニアリング〜三晃製作所/フレット）〜寒川町（相模川橋梁〜寒川神社〜コーワテック/特装車）〜平塚市（丸三牧場〜大山〜湘南日向岡住宅街）〜大磯町（野立て看板/セブンツーセブン/川上産業/アイワ広告）〜二宮町〜小田原市（鴨宮基地〜ピーエス三菱技術研究所〜小田原城〜離れのやど 星ヶ山/豆相人車鉄道）〜真鶴町〜湯河原町（湯河原温泉）〜熱海市（熱海市観光推進室〜初島〜新丹那トンネル）〜函南町（新幹線区）〜三島市（沼津アルプス〜三島車両所の着発線)〜沼津市（ぬまづ茶）〜富士市（富士川橋梁〜駿河湾の桜えび）〜静岡市（セイリン） |     |                  |
| 180 | 2016/6/21  | 千葉県房総半島横断①小湊鐵道                            | 東京湾〜丸善石油化学千葉工場〜コスモ石油千葉製油所〜五井駅〜小湊鉄道〜宇部興産千葉石油化学工場〜出光興産千葉製油所・工場、市原高校〜上総牛久駅、養老渓谷、養老渓谷駅〜上総中野駅 |     |                  |
| 181 | 2016/6/28  | 千葉県房総半島横断②いすみ鉄道                          | いすみ鉄道〜東総元駅〜国道465号〜三ツ星電器製作所大多喜工場〜小谷松駅〜大多喜駅〜大多喜城、夷隅川〜上総中川駅〜日本合成化工業千葉工場〜いすみ市郷土資料館〜国吉駅、国吉駅〜国吉中学校〜夷隅保育所〜いすみ学園〜万木城展望台〜夷隅川、大原駅〜大原漁港 |     |                  |
| 182 | 2016/7/5   | 信州 小諸〜上田                                        | 浅間山、上田城跡公園、真田氏記念公園〜駅前食堂〜山家神社〜菅平口簡易郵便局〜国道144号〜菅平ダム〜菅平高原、塩田町駅〜中野駅〜中野前池〜舞田駅〜八木沢駅〜別所温泉駅 |     |                  |
| 183 | 2016/7/19  | 宮崎県延岡市                                           | 古江港〜島浦島〜浦城港〜みさ崎〜南浦漁港〜日向灘〜五ヶ瀬川〜大瀬川、延岡駅〜延岡市役所〜宮崎地方裁判所延岡支部〜延岡城跡、道の駅北方よっちみろ屋〜天馬大橋〜早日渡橋〜干支大橋 |     |                  |
| 184 | 2016/7/26  | 宮崎県高千穂                                           | 袴谷橋〜波瀬大橋〜癒しの森運動公園〜大園橋〜小園大橋〜高千穂鉄道跡、岩戸川〜二つ岳〜乙野山、高千穂神社〜高千穂峡〜神橋〜高千穂大橋〜神都高千穂大橋、高千穂峡 |     | 68               |
| 185 | 2016/8/2   | 北海道松前〜函館2時間スペシャル                        | 新青森駅〜青函トンネル、久根別駅〜東久根別駅〜函館本線、村瀬鉄工所〜五稜郭駅〜五稜郭、函館山山頂展望台〜函館夜景 |     |                  |
| 186 | 2016/8/16  | 山梨県大月〜都留                                       | 桂川〜梁川駅〜旧鳥沢宿〜国道20号〜県道505号線、甲州街道〜大月駅〜大月市役所、大月駅〜都留高校〜上大月駅〜大月JCT〜甲州砕石初狩鉱業所〜初狩駅、赤坂駅〜都留市駅〜Cafe Natural Rhythm〜都留市役所 |     |                  |
| 187 | 2016/8/23  | 山形県米沢                                             | 大平温泉滝見屋、中屋別館不動閣〜トトロの森、JA山形おきたま米沢肉用牛センター〜ヨシダ電器〜松が岬公園（米沢城跡）〜上杉伯爵邸〜新杵屋〜ビッキ石会館、高畠町（デラウェアのビニールハウス〜セゾンファクトリー〜岡村製作所高畠事業所）、川西町（樽平酒造〜菓匠庵錦屋 ・川西本店） |     | 95               |
| 188 | 2016/8/30  | 山形県南陽〜長井                                       | 南陽市（サクランボのビニールハウス〜赤湯温泉〜南陽市文化会館〜熊野神社〜宮内駅）、長井市（散居集落〜小国町猟友会射撃場〜行者菜の畑〜長井ダム〜山一醤油製造所〜長井アパレル〜十日町〜山形工房）、白鷹町（最上川橋梁〜小松織物工房〜ヤナ） 長井アパレル特製くもじい白ブリーフの視聴者プレゼント企画があった。 |     |                  |
| 189 | 2016/9/6   | 中央アルプス 飯田〜駒ヶ岳2時間スペシャル               | 飯田市（梨元停車場（遠山森林鉄道復活事業）〜下栗の里〜野々村水引店〜長屋門桒はら（飯田市民と焼肉）〜飯田城跡地の桜丸御門〜りんご並木〜飯田駅〜畑の番人ロボ（三笠エンジニアリング）〜大平宿〜大宮諏訪神社（お練り祭り）〜黒田人形舞台（いいだ人形劇フェスタ）〜高森町〜松川町〜大鹿村（山塩館）〜飯島町（飯田線のΩカーブ）、駒ヶ根市（おもしろかっぱ館）〜宮田村（加藤建築（宮田村祇園祭の暴れ神輿）〜宮田中学校の学校登山）、伊那市（伊那食品工業本社（かんてんぱぱ）〜通り町商店街（看板建築通り、萬里のローメンなど）〜塚原信州珍味（昆虫食）〜伊那小学校の独自教育〜DLD（薪ストーブ）〜レストランプチマルシェ（新山の移住者ライフ））、木曽駒ケ岳（駒ケ岳ロープウェイ〜千畳敷カール〜ホテル千畳敷〜宝剣岳〜乗越浄土〜木曽駒ケ岳山頂〜頂上木曽小屋） 大橋丹治の水引職人特製くもじい＆くもみ水引ブローチの視聴者プレゼント企画があった。 |     |                  |
| 190 | 2016/9/20  | 秋田県秋田市                                           | 庭先新幹線ハウス〜アスクウッド（秋田スギ）〜旧黒澤家住宅〜秋田ふき（蕗刈り撮影会）〜竹谷本店（銀線細工）〜久保田城御隅櫓〜川反（秋田美人）〜秋田市立赤れんが郷土館〜秋田市民俗芸能伝承館（秋田竿燈まつりの練習風景）〜喫茶店異人館（もじゃハウス）〜ポンピングユニット（八橋油田）〜秋田市立体育館〜秋田いなふく米菓〜雄物川放水路〜SUMCO JSQ事業部（石英ルツボ）〜秋田市ポートタワーセリオン〜秋田港駅〜秋田製錬（亜鉛） |     |                  |
| 191 | 2016/10/11 | 富山県 富山〜高岡〜五箇山 2時間スペシャル              | 富山市〜富山ライトレール〜神通川〜スターバックスコーヒー富山環水公園店〜中島閘門〜岩瀬（北前船廻船問屋森屋）〜射水市〜新湊大橋〜海王丸パーク〜新湊漁港（シロエビ）〜新湊内川（新湊曳山まつり）〜高岡市〜雨晴海岸〜東亞合成高岡工場（アロンアルフア）〜児島城〜高岡大仏〜金屋町（高岡銅器）〜竹中銅器（こち亀銅像）〜BBSジャパン（鍛造ホイール）〜スゲの天日干し（福岡の菅笠）〜小矢部市〜大谷中学校（メルヘン建築）〜クロスランドおやべ〜瑞龍寺〜高岡おとぎの森公園（ドラえもんの空き地）〜ショウワノート高岡工場（ジャポニカ学習帳）〜老子製作所（梵鐘）〜砺波市〜砺波チューリップ公園〜砺波平野の散居村〜南砺市〜井波町（井波彫刻）〜井波別院瑞泉寺〜小牧ダム〜庄川水まつり〜大牧温泉観光旅館〜南砺バットミュージアム〜松井機業（玉糸）〜五箇山トンネル〜相倉合掌造り集落                                                               |     |                  |
| 192 | 2016/10/18 | 秋田県 男鹿半島                                        | 潟上市〜小玉醸造〜八郎潟〜東湖八坂神社（くも舞船）〜棒あなご（クロヌタウナギ）漁〜男鹿真山伝承館（なまはげ）〜男鹿線〜男鹿市〜寒風山回転展望台〜秋田国家石油備蓄基地〜大謀網〜男鹿国定公園（ゴジラ岩、大桟橋）〜赤神神社五社堂〜三ノ目潟〜入道崎（なまはげ御殿）〜男鹿温泉郷〜雲昌寺のアジサイ |     |                  |
| 193 | 2016/10/25 | 広島県 福山                                            | 仙酔島〜鞆の浦〜阿伏兎観音〜常石造船〜Ribbon Chapel〜ベラビスタマリーナ〜JFEスチール西日本製鉄所〜エフピコ〜日東製網〜虎屋本舗〜備南工業（チューチューの充填機）〜入川〜青山商事本社〜福山市老人大学〜福山城〜シンコー〜ホーリーザイオンズパーク セント・ヴァレンタイン〜盈進中学・高校〜藤井琴製作所〜IKOCCA エブリイ駅家店〜備後漬物 |     | 99               |
| 194 | 2016/11/1  | 広島県 府中                                            | マルケイ木工（府中タンス）〜東屋（インコアイス）〜府中焼き〜リョービ広島東工場〜ニチマン（スピングルムーヴ）〜府中味噌〜三郎の滝〜北川鉄工所下川辺工場〜神石高原町〜カイハラ三和工場（デニム）〜井関小学校（学校食堂）〜とよまつ紙ヒコーキ・タワー〜カルファイン金平工場〜油木高等学校（ナマズプロジェクト）〜帝釈峡〜帝釈川ダム〜雄橋 |     |                  |
| 195 | 2016/11/15 | 京都 嵐山〜亀岡〜綾部 2時間スペシャル                  | 京都市（渡月橋〜京都・嵐山花灯路〜大覚寺〜嵯峨野観光鉄道〜保津峡）〜亀岡市（京馬車〜保津川下り〜保津川筏復活プロジェクト〜亀山城址〜よし与工房（ロートアイアン）〜ドゥリムトン村〜桜石〜竹岡醤油〜賀茂なす〜京すだれ川﨑〜篠ファーム〜砥取家）〜南丹市（男前豆腐店〜日本天鵞絨工業〜るり渓〜グランピング施設GRAX〜日吉ダム〜STIHLの森 京都〜山田製油）〜京丹波町（旧質美小学校〜丹波栗）〜綾部市（グンゼ記念館〜日東精工〜黒谷和紙〜古屋集落〜橋上集落〜市野瀬集落） |     | 76               |
| 196 | 2016/11/22 | 埼玉県羽生〜長瀞                                       | 羽生市（まわり地蔵）〜行田市（新輝合成埼玉工場〜古代蓮の里（田んぼアート）〜ザリガニ漁師〜足袋とくらしの博物館〜忍城）〜熊谷市（線路囲まれハウス〜SLパレオエクスプレス〜太平洋セメント熊谷工場）〜深谷市（寄居PA）〜寄居町（埼玉県立川の博物館〜寄居北篠まつり） 〜長瀞町（フォレストサンズ長瀞〜長瀞駅〜長瀞岩畳通り商店街〜長瀞渓谷〜宝登山神社〜宝登山ロープウェイ〜荒川橋梁〜阿佐美冷蔵） |     |                  |
| 197 | 2016/11/29 | 埼玉県秩父                                             | 皆野町〜小鹿野町〜フネンアクロス秩父工場〜秩父三十四箇所観音霊場（四萬部寺〜西光寺〜橋立堂/橋立鍾乳洞〜法性寺〜水潜寺〜満願の湯）〜秩父橋〜TRAGHETTO〜秩父神社〜秩父往還道〜秩父豚肉味噌漬本舗せかい〜秩父銘仙〜羊山公園〜武甲山〜秩父珍石館（人面石）〜秩父ミューズパーク（MAPLE BASE）〜秩父鉄道車両公園〜大陽寺〜三峯神社〜栃本集落 |     |                  |
| 198 | 2016/12/6  | 東海道新幹線2時間スペシャル②静岡駅〜名古屋駅           | 静岡市（日本坂トンネル〜宇津ノ谷峠〜大崩海岸）〜焼津市（焼津漁港/深海魚グルメ〜駿南鐵工/クランクシャフト〜赤坂鐵工所）〜藤枝市（田中城跡）〜島田市（お茶のさすき園〜島田髷）〜牧之原市〜菊川市〜掛川市（ヤマハリゾートつま恋〜掛川城〜ヤマハ掛川工場）〜袋井市〜磐田市（ヤマハ・コミュニケーションプラザ）〜浜松市（浜松餃子むつぎく〜春華堂〜JR東海浜松工場〜服部中村養鼈場/スッポン〜弁天島）〜湖西市〜豊橋市〜豊川市〜蒲郡市（ラグーナテンボス〜蒲郡みかん）〜幸田町（セントラルコンベヤー）〜西尾市〜岡崎市〜安城市（堀内公園〜大岩亭〜ニチバン安城工場）〜知立市〜刈谷市〜大府市（至学館大学レスリング部）〜名古屋市（線路ギリギリハウス〜白鳥貯木場） |     |                  |
| 199 | 2016/12/20 | 新潟県妙高高原〜上越                                   | 金山〜焼山〜火打山〜妙高山、赤倉温泉スキー場〜赤倉観光リゾートスキー場〜いもり池〜妙高杉ノ原スキー場〜関川〜苗名滝、妙高高原駅〜えちごトキめき鉄道妙高はねうまライン〜アパリゾート上越妙高、ホームギャラリー赤いポスト〜高田城三重櫓 |     |                  |
| 200 | 2016/12/27 | 新潟県 上越〜柏崎〜出雲崎                              | トラットリア ラ・ペントラッチャ〜Jマテ.カッパープロダクツ（遠心鋳造）〜シアター・トレインゆめぞら〜くびき野レールパーク〜くびき駅〜青海川駅〜鯨波地下横断歩道〜原惣右ェ門工房〜ブルボン本社〜日本石油柏崎製油所〜日本フローサーブ柏崎工場〜アドバネクス柏崎工場〜ティクスTSK（掘削用ロックビット）〜新潟岡本硝子〜荻ノ島環状集落〜越後出雲崎天領の里 |     | 77               |

### plus（201回〜284回）
| 回  | 放送日     | サブタイトル                                                | 紹介地域の補足、備考 | DVD | デアゴスティーニ |
| --- | ---------- | ----------------------------------------------------------- | --- | --- | ---------------- |
| 201 | 2017/1/10  | 長崎県長崎市                                                | 権現山展望公園〜軍艦島〜軍艦島デジタルミュージアム〜高島〜崎永海運（台船）〜女神大橋〜グラバー園〜大浦町（石橋暗渠）〜オランダ坂〜信栄工業(電動手すり）〜長崎新地中華街（よりより）〜錦昌号（精霊流し）〜出島〜浜町アーケード〜背負子配達(猫無触)〜眼鏡橋〜きっちんせいじ(長崎電気軌道800形/トルコライス）〜三菱重工業長崎造船所（ジャイアント・カンチレバークレーン）〜稲佐山〜広井テント（ほいさっさ）〜長崎ペンギン水族館 |     |                  |
| 202 | 2017/1/17  | 長崎県 雲仙・島原                                           | 愛野駅〜プラスナイロン本社工場〜本多木蝋工業所〜島原城〜島原駅〜島原湧水群〜雲仙ロープウェイ〜雲仙温泉〜雲仙観光ホテル〜小浜温泉〜南島原（土石流被災家屋保存公園〜みそ五郎の像〜本多製麺〜中村輪業〜原城跡〜かづさイルカウォッチング） |     |                  |
| 203 | 2017/1/24  | 茨城県 取手〜守谷〜常総                                     | 東京化研〜古利根沼〜田中酒造〜矢羽根本家(円匙）〜井野団地〜取手アートプロジェクト〜日清食品関東工場〜東京鐵骨橋梁取手工場〜メヒコ（守谷フラミンゴ館）〜つくばエクスプレス総合基地〜さくら坂VIVACE〜サクマエンジニアリング〜古民家松本邸〜関東鉄道水海道車両基地 |     |                  |
| 204 | 2017/1/31  | 茨城県 常総〜下妻〜筑西                                     | 五木宗レンガ蔵〜モンテールつくば工場〜岩井将門まつり〜吉野公園〜豊田城〜宗道河岸〜筑波サーキット〜八千代町の白菜〜クラインガルテン八千代〜栗山商店街イルミネーション〜小貝川ふれあい公園ネイチャーセンター〜砂沼〜大宝八幡宮〜飛行場通り〜筑西市の焼きそば店巡り〜SLもおか〜二葉ごはん |     |                  |
| 205 | 2017/2/7   | 奈良県 奈良〜斑鳩                                           | 古梅園〜奈良市総合観光案内所（奈良駅2代目駅舎）〜中川政七商店〜遊 中川本店〜大和郡山城跡〜稗田環濠集落〜やまと錦魚園（大和郡山市の金魚）〜味覚糖奈良工場〜法隆寺〜藤ノ木古墳〜達磨寺〜トモイ（川西町の貝ボタン）馬見古墳群〜広陵町(はしお元気村〜旭ソックス〜錺社)〜𠮷川清商店（三宅町のグラブ） |     |                  |
| 206 | 2017/2/14  | 奈良県 橿原〜明日香〜室生寺                                 | 今井町（今西家住宅）〜橿原神宮〜明日香村〜高松塚古墳〜キトラ古墳〜石舞台古墳〜川原寺跡〜酒船石遺跡〜飛鳥寺〜安倍文殊院〜大神神社〜三輪山本〜森井食品〜長谷寺〜森野吉野葛本舗〜室生寺 |     |                  |
| 207 | 2017/2/21  | 兵庫県たつの〜相生〜赤穂                                    | ダイワ〜中嶋皮革工業所〜レリップ〜末廣醤油〜井戸糀製造所〜揖保乃糸資料館そうめんの里〜素麺神社〜塩谷美智男製麺所〜新舞子海水浴場〜室津〜JMUアムテック〜アース製薬坂越工場〜赤穂温泉（銀波荘）〜赤穂市立海洋科学館〜日本海水赤穂工場〜赤穂緞通工房みさき〜赤穂城〜大石神社〜忠臣蔵問屋わたや〜旧赤穂上水道 |     |                  |
| 208 | 2017/2/28  | 岡山県備前〜瀬戸内                                          | 日生カキ処理場（カキオコ）〜頭島〜鴻島〜閑谷学校〜備前焼〜合同セラミックス(耐火煉瓦)〜髙見療術院〜柵原鉱山〜吉ヶ原駅〜ホテルリマーニ〜黒島〜中ノ小島〜ミツクラ農林（マッシュルーム）〜日宝綜合製本〜備前長船刀剣博物館 |     |                  |
| 209 | 2017/3/7   | 栃木県那須温泉                                              | 非電化工房（藤村靖之）〜マニワファーム〜お菓子の城 那須ハートランド〜那須とりっくあーとぴあ〜那須船のレストランもりもり屋〜那須りんどう湖 LAKE VIEW〜那須サファリパーク〜那須アルパカ牧場〜那須どうぶつ王国〜モンゴリアビレッジ テンゲル〜那須平成の森〜老松温泉 喜楽旅館〜鹿の湯〜藤乃屋〜賽の河原〜殺生石〜北温泉旅館（クロロとゆめな）〜大丸温泉旅館〜茶臼岳                                                              |     |                  |
| 210 | 2017/3/14  | 栃木県芦野温泉〜塩原温泉                                    | 石の美術館（隈研吾）〜芦野温泉〜黒磯駅〜那須塩原市のSHOZOストリート〜那須疏水公園〜板室温泉〜板室温泉大黒屋〜那須野が原〜丸和オートランド那須〜カゴメ那須工場〜塩原御用邸〜塩原温泉（塩原元湯温泉ほか）〜釜彦（スープ入り焼きそば）〜塩原湖成層と木の葉石 |     | 84               |
| 211 | 2017/3/21  | 福岡県若松〜飯塚                                            | 軍艦防波堤〜筑豊炭田〜エル・エヴァンス〜ベラミ山荘〜若松駅〜折尾高架橋〜折尾高校〜水巻町（ペットボトル風車〜横森製作所）〜中間市（遠賀川橋梁）〜鞍手町（くらて学園）〜宮若市（追い出し猫）〜直方市（明治屋産業びっくり市）〜小竹町（貝島炭鉱跡）〜飯塚市(旧伊藤伝右衛門邸〜嘉穂劇場〜飯塚駅） |     |                  |
| 212 | 2017/3/28  | 福岡県 飯塚〜田川                                           | 飯塚市（住友忠隈炭鉱ボタ山〜三菱飯塚炭鉱巻き上げ機台座〜ひよ子本舗吉野堂 穂波工場〜嘉穂製作所/スロープカー）〜嘉麻市（赤崎牧場）〜田川市（田川産業/漆喰〜田川後藤寺駅〜日本耐酸壜工業 九州工場/ラムネ瓶〜松尾製菓 本社工場/チロルチョコ〜田川市石炭・歴史博物館）〜香春町〜赤村（内田三連橋梁〜第二石坂トンネル）〜川崎町（巨大スピーカー）〜添田町（山口油屋福太郎添田町めんべい工場〜英彦山花園スロープカー〜英彦山神宮）  |     |                  |
| 213 | 2017/4/6   | 山手線2017(1) 東京〜品川〜渋谷〜新宿                        | 大手町フィナンシャルシティグランキューブ（星のや東京）〜東京交通会館（千葉スペシャル） 〜分福〜TENTMENT高輪〜芝浦水再生センター〜ホーチキ〜恵比寿南一公園（イカ公園）〜恵比寿東公園（タコ公園）〜渋谷キャスト〜SUNWELL東京本部〜Tonga coffee |     |                  |
| 214 | 2017/4/13  | 山手線2017(2) 新宿〜池袋〜上野〜東京                        | 新宿東宝ビル（ホテルグレイスリー新宿）〜BAR FILL UP〜音泊〜三省堂書店池袋本店〜BOOK AND BED TOKYO〜天狼院書店〜森田商店〜鶴仙園〜駒込東公園〜平野彫刻研究所〜牧野兄弟商会〜ダンスホール新世紀〜マーチエキュート神田万世橋〜岡昌裏地ボタン店〜野村利雄商店 |     |                  |
| 215 | 2017/4/20  | 宮崎県 日南〜鹿児島県 志布志                                | 宮崎市（青島）〜日南市（サンメッセ日南/モアイ〜鵜戸神宮〜宮崎マルマン〜飫肥城跡〜四半的射場〜おびの茶屋〜油津商店街〜堀川運河〜杉村本店〜魚うどん〜マリンビューワーなんごう）〜串間市（幸島〜タギリホテル）〜志布志市（ダグリ岬遊園地〜山田水産） |     |                  |
| 216 | 2017/4/27  | 鹿児島県 大隅半島・桜島                                     | 大崎町〜東串良町（志布志国家石油備蓄基地)〜肝付町（内之浦宇宙空間観測所）〜南大隅町（佐多岬灯台)〜錦江町〜鹿屋市（廣久葛本舗〜鹿屋航空基地史料館）〜垂水市（カンパチ養殖いけす）〜桜島（桜島大根〜屋根付きの墓〜叫びの肖像〜桜島フェリー〜川の砂防工事現場）〜森伊蔵酒造〜霧島市（黒酢） |     |                  |
| 217 | 2017/5/4   | 兵庫県 神戸市2017(1)                                        | 東灘区（新明和工業甲南工場〜神戸ファッション美術館/ファミリア神戸元町本店）〜灘区（水道筋商店街〜灘北公園〜兵庫県立美術館〜王子動物園/諏訪山公園〜摩耶ケーブル〜旧摩耶観光ホテル〜旧天上寺〜掬星台）〜中央区（シティタワー神戸三宮〜神戸港震災メモリアルパーク〜神戸ポートターミナル〜UCCコーヒー博物館/放香堂〜オリバーソース）                                                                                             |     |                  |
| 218 | 2017/5/11  | 兵庫県 神戸市2017(2)                                        | 中央区（新港〜カワサキワールド〜生田神社〜風見鶏の館〜北村真珠養殖〜南京町〜元町高架通商店街〜神戸アンパンマンこどもミュージアム＆モール）〜兵庫区〜長田区（シューズプラザ〜イカナゴ漁〜若松公園）〜須磨区（ベルトコンベヤ）〜垂水区（旧グッゲンハイム邸〜ジェームス山〜垂水ジャンクション） |     |                  |
| 219 | 2017/5/18  | 瀬戸内海を行く 広島県宮島〜山口県岩国                       | 廿日市市（厳島神社〜山根対厳堂〜島田水産〜中国新聞広島制作センター〜大野あさり〜宮浜温泉）〜大竹市（大竹コンビナート〜弥栄ダム）〜阿多田島（広島レモンサーモン）〜和木町〜岩国市（錦帯橋〜ベンリナー〜三興化学工業 美和工場） |     |                  |
| 220 | 2017/5/25  | 瀬戸内海の島々と歴史のまちを行く 山口県岩国〜柳井           | 岩国市（いろり山賊玖珂店/山賊焼〜旭酒造〜地底王国美川ムーバレー〜錦川鉄道/とことこトレイン〜岩国飛行場〜岩国レンコン〜由宇歴史民俗資料館）〜周防大島町（グリーンステイながうら〜Cafe Misaki〜浮島荘まつなか）〜柳井市（平郡島〜白壁の町並み〜佐川醤油店） |     |                  |
| 221 | 2017/6/1   | 湧水豊かな足柄平野から富士山の麓へ 神奈川県小田原〜御殿場   | 小田原市（五百羅漢駅〜桑原のメダカ）〜南足柄市（ディスペンパックジャパン〜最乗寺）〜開成町〜松田町（松田山ハーブガーデン）〜山北町（山北鉄道公園〜第二酒匂川橋梁〜山北町立三保小学校）〜小山町（金太郎出生地とされる場所〜富士スピードウェイ〜須走地区）〜御殿場市（キリンディスティラリー〜御殿場プレミアム・アウトレット〜御殿場東山ミュージアムパーク）                                                                   |     |                  |
| 222 | 2017/6/8   | 四国吉野川＆天空の集落 暴れ川と斜面に向き合う人々           | 徳島市（国府町東黒田のうつむき地蔵）〜吉野川第十堰〜石井町（藍屋敷田中家住宅）〜阿波市（善入寺島〜阿波の土柱）〜美馬市(穴吹川〜美馬和傘集団〜脇町南町）〜つるぎ町（二層うだつの町並み）〜家賀集落（西福寺〜緑風車）〜猿飼集落（にし阿波の傾斜地農耕システム/日本農業遺産）〜赤松・大宗集落〜十家集落〜剣山 |     |                  |
| 223 | 2017/6/15  | 四国吉野川＆秘境祖谷渓 深いV字渓谷から吉野川源流へ          | 東みよし町（斉藤桐材工業〜美濃田の淵）〜三好市（旧三好市立出合小学校〜小便小僧〜ホテル祖谷温泉〜ひの字渓谷〜新祖谷温泉ホテルかずら橋〜祖谷のかずら橋〜祖谷川龍宮崖公園〜落合集落の古民家ステイ〜奥祖谷観光周遊モノレール〜名頃集落〜奥祖谷二重かずら橋〜児啼爺の像〜ぜんまい畑）〜大豊町〜本山町〜土佐町〜大川村〜いの町〜瓶ヶ森                                                                                             |     |                  |
| 224 | 2017/6/22  | 工場夜景の聖地へ 三重県四日市〜湯の山温泉                   | 四日市コンビナート（コスモ石油四日市製油所〜東ソー四日市事業所〜丸善石油化学四日市工場〜KHネオケム四日市工場〜日本ポリプロ四日市工場〜四日市港ポートビルうみてらす14〜四日市コンビナート夜景クルーズ）〜四日市市（臨港橋〜四日市港潮吹き堤防〜明るい商店街〜諏訪栄町四日市一番街商店街〜四日市あすなろう鉄道〜銀峯陶器（土鍋）〜おにぎりの桃太郎〜かぶせ茶）〜菰野町（アクアイグニス〜希望荘〜御在所ロープウェイ）           |     |                  |
| 225 | 2017/6/29  | 巨大鉱山＆木曽川河口の不思議な地形 三重県いなべ〜桑名       | 四日市市（八千代工業四日市製作所）〜いなべ市（太平洋セメント藤原工場）〜末広橋梁〜桑名市（マルサン〜三岐鉄道北勢線〜六華苑〜多度大社〜長良川河口堰〜なばなの里〜輪中堤防の跡〜ナガシマスパーランド〜ハマグリ） |     |                  |
| 226 | 2017/7/6   | 伊豆諸島 伊豆大島〜神津島                                   | 伊豆大島（三原山〜波浮港〜旧港屋旅館〜筆島）〜利島〜新島（羽伏浦海岸〜モヤイ像）〜式根島（地鉈温泉など）〜神津島(だいじんこ〜赤崎遊歩道） |     | 93               |
| 227 | 2017/7/13  | 伊豆諸島 三宅島〜八丈島〜青ヶ島 二重カルデラ島へ            | 三宅島〜御蔵島〜八丈島〜八丈小島〜青ヶ島 |     |                  |
| 228 | 2017/7/20  | 岩手県一関〜平泉                                            | 一関市（世嬉の一酒造〜厳美渓〜骨寺村荘園遺跡〜祭畤大橋〜須川高原温泉〜石と賢治のミュージアム〜猊鼻渓〜紫雲石硯〜第一北上川橋梁）〜平泉町（秀衝塗〜中尊寺〜道の駅平泉〜毛越寺〜観自在王院跡〜無量光院跡） |     |                  |
| 229 | 2017/7/27  | 岩手県奥州市                                                | 前沢牛まつり〜天乃屋岩手工場〜イワフジ工業（旧中島飛行機黒沢尻工場）〜水沢VLBI観測所〜水沢鋳工所〜円筒分水（徳水園）〜カウンタック〜藤里木工所〜蔵町モール〜えさし藤原の郷 |     |                  |
| 230 | 2017/8/3   | 大阪御堂筋 レトロな建築群                                   | 吹田市（千里ニュータウン）〜豊中市〜大阪市（大阪市中央公会堂〜北浜レトロ〜大阪倶楽部〜芝川ビル〜大阪瓦斯ビルヂング〜船場ビルディング〜船場センタービル〜せんば心斎橋筋商店街〜小倉屋山本本社ビル〜とんぼりリバージャズボート〜大阪松竹座〜ナンバヒップス〜なんばパークス） |     |                  |
| 231 | 2017/8/10  | 岐阜県 関〜郡上八幡                                         | 関市（二十五代藤原兼房鍛錬場〜フェザーミュージアム〜フェザー安全剃刀関工場〜小瀬鵜飼）〜美濃市（うだつの上がる町並み〜美濃和紙〜上有知湊〜美濃駅〜美濃橋）〜郡上市（観光列車ながら（長良川鉄道）〜日本まん真ん中センター〜岩崎模型製造） |     |                  |
| 232 | 2017/8/17  | 郡上八幡〜白川郷                                            | 郡上市(郡上八幡城城下町の町並み〜カイインダストリーズ大和剣工場〜母袋工房の燻り豆腐〜北濃駅〜阿弥陀ケ滝〜ひるがの高原牧歌の里〜ひるがのラシェーズ〜ジップラインアドベンチャーひるがの)〜高山市〜白川村（旧遠山家民俗館〜白山連峰〜白川郷・五箇山の合掌造り集落〜和田家住宅〜合掌造り民家園〜トヨタ白川郷自然學校） |     |                  |
| 233 | 2017/8/24  | 山形県酒田〜鶴岡〜月山                                      | 飛島〜酒田市（日和山公園〜旧鐙屋〜本間家旧本邸〜清遠閣・本間美術館〜舞娘茶屋 雛蔵畫廊 相馬樓（平田牧場）〜山居倉庫〜酒田米菓（オランダせんべい）〜庄内砂丘メロン）〜鶴岡市（湯野浜温泉街〜波乗り発祥の地モニュメント〜鶴岡駅〜鶴ヶ岡城跡〜アル・ケッチァーノ（奥田政行）〜松ヶ岡開墾場〜月山ワイン山ぶどう研究所〜月山スキー場）                                                                                             |     |                  |
| 234 | 2017/8/31  | 山形県鳥海山〜秋田県由利本荘                                | 酒田市（本間ゴルフ酒田工場）〜遊佐町（丸池様〜鉾立山荘〜鳥海山大物忌神社）〜矢島駅〜にかほ市（象潟〜フェライト子ども科学館）〜由利本荘市（本荘城〜由利本荘市文化交流館カダーレ〜讃岐缶詰秋田工場〜江戸時代の本陣〜石沢峡〜道の駅東由利〜台山遺跡） |     |                  |
| 235 | 2017/9/7   | 世界遺産の島を一周、縄文杉の森へ 鹿児島県屋久島             | 屋久島町（白谷雲水峡〜ヤクシカ〜一湊海水浴場〜首折れ鯖〜芙蓉寺〜永田いなか浜のアカウミガメ〜送陽邸〜西部林道〜トローキの滝〜千尋の滝〜安房港〜安房森林軌道〜小杉谷集落跡〜縄文杉〜宮之浦岳） |     | 97               |
| 236 | 2017/9/14  | 美しい自然と海、宇宙にいちばん近い島 鹿児島県種子島         | 南種子町（火縄銃〜種子島いわさきホテル〜種子島宇宙センター〜広田遺跡〜千座の岩屋〜マングローブ）〜中種子町（鹿児島マリナーズ熊野養殖場〜戸畑の煙突）〜西之表市（鉄浜海岸〜安納芋〜種子島高校〜赤尾木城文化伝承館 月窓亭〜ヘゴ自生群落〜馬毛島） |     |                  |
| 237 | 2017/9/21  | ローカル線最後の夏…三江線島根江津〜広島三次・前編           | 江津市（丸惣〜DESIGN OFFICE SUKIMONO〜江津市役所〜江津駅〜江津本町駅〜善覚寺〜川戸第1陸閘門〜川戸駅〜田津駅前のゴボウ畑）〜邑南町（断魚渓〜たたら製鉄〜シックス・プロデュース〜里山イタリアンAJIKURA）〜スイーツ甲子園〜川本町 |     |                  |
| 238 | 2017/9/28  | ローカル線最後の夏…三江線島根江津〜広島三次・後編           | 川本町（石見川本駅）〜美郷町（おおち山くじら缶詰製造加工場〜第一江川橋梁（鉄道道路併用橋）〜粕淵駅〜銀山街道〜潮駅〜江の川のアユ漁）〜邑南町（宇都井駅〜第三江川橋梁）〜三次市（常清滝〜長谷駅〜三次町〜馬洗川の鵜飼〜ワニ料理〜三次駅） |     |                  |
| 239 | 2017/10/5  | 静岡県“越すに越されぬ”大井川を遡上 河口〜寸又峡             | 島田市（島田タワー〜蓬萊橋〜新東海製紙島田工場〜大井川川越遺跡〜牧之原台地〜矢崎地蔵尊（おききの地蔵）供養〜大井川鐵道〜きかんしゃトーマス号〜道の駅川根温泉〜川根鵜山の七曲パラグライダーパーク）〜川根本町（塩郷の吊橋〜前田製凾所茶箱）〜尾呂久保集落〜千頭駅〜寸又峡〜寸又峡温泉〜夢の吊橋〜千頭森林鉄道） |     |                  |
| 240 | 2017/10/12 | 大井川 標高3000ｍの秘境南アルプスの源流へ                   | 川根本町（千頭駅〜小山発電所跡〜大井川鐵道井川線アプト式列車〜長島ダム〜井川線廃線跡〜奥大井湖上駅〜関の沢橋梁）〜静岡市葵区（井川ダム〜井川集落〜小河内集落〜椹島ロッヂ〜赤石沢〜二軒小屋ロッヂ〜田代ダム〜間ノ岳〜大井川源流） |     |                  |
| 241 | 2017/10/19 | 日本海の絶景海岸＆世界遺産白神山地 青森県五所川原〜十二湖   | 五所川原市（佐々木移設（曳家））〜つがる市（木造駅）〜鰺ヶ沢町（長谷川自然牧場〜鰺ヶ沢漁港〜焼きイカ通り〜イトウ養殖場）〜深浦町（天心館〜北金ヶ沢の大銀杏〜千畳敷〜深浦港〜春光山円覚寺〜ふかうら開発深浦工場〜あおもり海山水産加工センター（クロマグロ）〜黄金崎不老不死温泉〜ガンガラ穴〜日本キャニオン〜十二湖〜青池）                                                                                                   |     | 100              |
| 242 | 2017/10/26 | 世界遺産 白神山地 手つかずの自然林 青森県十二湖〜秋田県能代 | 白神岳〜マザーツリー〜西目屋村（暗門滝〜マタギツアー〜津軽ダム〜ブナコ西目屋工場)〜八峰町（第2小入川橋梁〜アワビ養殖場）〜能代市（秋田木材跡地〜旧料亭金勇〜丸松銘木店〜能代工業高校） |     |                  |
| 243 | 2017/11/2  | 京都鯖街道 若狭湾から京都にサバを運んだ道                   | 小浜市（定置網漁〜いづみ町商店街〜小浜製綱〜若狭めのう細工〜上根来集落〜針畑峠）〜若狭町（瓜割の滝〜熊川宿）〜高島市（今津〜くつき温泉てんくう）〜大津市（花折峠）〜京都市（山ばな 平八茶屋〜出町商店街〜柊家〜京都の鯖寿司〜錦市場〜SABAR京都烏丸店） |     |                  |
| 244 | 2017/11/9  | 秋の信州 蔵の町＆渓谷の村＆栗の町 長野〜須坂〜小布施        | 長野市（善光寺）〜須坂市（旧越家住宅〜須坂ショッピングセンター〜山下薬局〜キタザワ美容室〜米子大瀑布）〜高山村（消防マニア宅〜福井原〜佐藤農園〜雷滝〜松川渓谷温泉滝の湯)〜ショーシン（スピードスプレーヤー）〜小布施町（小布施栗〜ブラムリー〜竹風堂〜小布施堂〜町並み修景事業〜北斎館〜岩松院〜浄光寺スラックラインパーク）                                                                                                |     |                  |
| 245 | 2017/11/16 | 秋の信州 湯田中渋温泉郷〜雲海の志賀高原                     | 中野市（キノコ栽培〜中野陣屋・県庁記念館〜ぶどうの沢乃園〜手作りキッチンPOT〜竹原神社奉納煙火〜特急ゆけむり）〜山ノ内町（竜王ロープウェイ〜SORA terrace〜須賀川そば/はやそば〜湯田中温泉〜渋温泉〜地獄谷野猿公苑〜大沼池〜四十八池湿原〜日影湿原〜幕岩〜志賀高原クランペットカフェ〜横手山頂ヒュッテ〜渋峠ホテル） |     |                  |
| 246 | 2017/11/23 | 絶景の伊予灘＆和紙とろうそくの町 愛媛県 松山〜内子          | |     |                  |
| 247 | 2017/11/30 | 日本一細長い半島へ 愛媛県大洲〜八幡浜〜佐田岬               | |     |                  |
| 248 | 2017/12/7  | 紅葉の日光 日光東照宮〜華厳の滝〜中禅寺湖〜戦場ヶ原         | |     |                  |
| 249 | 2017/12/14 | 紅葉の奥日光〜奥鬼怒温泉郷〜日光白根山〜河岸段丘沼田        | |     |                  |
| 250 | 2017/12/21 | 絶景渡り鳥の沼＆紅葉の山 宮城県 登米〜栗駒山                | 北上川・登米市（登米町〜前小路〜ゴボウ農家）〜伊豆沼〜栗原市（一迫カントリーエレベーター〜古民家岩松〜若柳地織〜くりはら田園鉄公園〜細倉鉱山跡・細倉金属鉱業〜文字地区・長屋門cafe いわさき花門〜深山牧場〜荒砥沢地すべり〜世界谷地原生花園〜いわかがみ平〜栗駒山山頂） |     |                  |
| 251 | 2017/12/28 | 5つの温泉＆峡谷＆火口の源泉 宮城県 古川〜鳴子温泉郷         | 大崎市美里町（みやぎ総合家畜市場）〜古川（食の蔵 醸室〜古川農業試験場）〜川渡温泉（藤島旅館）〜東鳴子温泉（しそ巻き・馬場温泉）〜潟沼～鳴子温泉（早稲田桟敷湯～桜井こけし店）〜鳴子峡レストハウス・鳴子峡大深沢橋〜中山平温泉（うなぎ湯の宿 旬樹庵琢ひで）〜鳴子ダム・荒雄湖〜鬼首温泉（吹上温泉 峯雲閣〜地獄谷遊歩道〜荒湯地獄〜鬼首菜畑）、くもじい・くもみ引退発表                                                        |     |                  |
| 252 | 2018/1/11  | 東海道新幹線 車窓からの城＆史跡 名古屋〜新大阪（前編）      | |     |                  |
| 253 | 2018/1/18  | 東海道新幹線 不思議なもの 名古屋〜新大阪（後編）            | |     |                  |
| 254 | 2018/1/25  | 銅山から始まった巨大鉱工業都市 茨城県日立〜北茨城           | |     |                  |
| 255 | 2018/2/1   | 常磐炭田と観光開発＆震災からの復興 福島県いわき市           | |     |                  |
| 256 | 2018/2/15  | 冬の金沢 市場と城と庭園                                     | |     |                  |
| 257 | 2018/3/1   | 伝統文化＆雪と向き合う人々 冬の金沢〜白山                   | |     |                  |
| 258 | 2018/3/8   | 京都福知山〜天空の竹田城跡〜兵庫城崎温泉                    | |     |                  |
| 259 | 2018/3/15  | 絶景の日本海 カニのまち＆山陰の名湯 城崎温泉〜香住          | |     |                  |
| 260 | 2018/3/22  | 全国2位の面積を誇る静岡県浜松市 市街地〜山岳地帯の天空集落  | |     |                  |
| 261 | 2018/3/29  | 風光明媚な湖をぐるっと一周 静岡県浜名湖                     | |     |                  |
| 262 | 2018/4/5   | 海と山に挟まれたまち 瀬戸内海 尾道                          | |     |                  |
| 263 | 2018/4/12  | 瀬戸内海の島々 尾道〜三原                                   | |     |                  |
| 264 | 2018/4/19  | JR中央線の歴史 前編 東京駅～吉祥寺駅                        | |     |                  |
| 265 | 2018/4/26  | JR中央線の歴史 後編 吉祥寺駅～高尾駅                        | |     |                  |
| 266 | 2018/5/10  | 西郷隆盛生誕の地 鹿児島～東洋のハワイ 指宿                  | |     |                  |
| 267 | 2018/5/17  | 薩摩半島武家屋敷の家並み&カツオのまち 指宿～枕崎            | |     |                  |
| 268 | 2018/5/24  | 真鶴～熱海～伊東                                            | |     |                  |
| 269 | 2018/5/31  | 宿場と江戸舟運で栄えてきた蔵の街 栃木県栃木                 | |     |                  |
| 270 | 2018/6/7   | 清流四万十川 河口から源流まで 前編                          | |     |                  |
| 271 | 2018/6/14  | 清流四万十川 河口から源流まで 後編                          | |     |                  |
| 272 | 2018/6/21  | 日本海から絶景の棚田集落まで 新潟第2の都市長岡              | |     |                  |
| 273 | 2018/6/28  | 米どころ新潟県魚沼（小千谷～越後湯沢）                      | |     |                  |
| 274 | 2018/7/12  | 新宿～箱根湯本 前編                                         | |     |                  |
| 275 | 2018/7/19  | 新宿～箱根湯本 後編                                         | |     |                  |
| 276 | 2018/7/26  | 祝世界遺産 美しく個性豊かな天草の島々を行く（前編）         | |     |                  |
| 277 | 2018/8/2   | 祝世界遺産 美しく個性豊かな天草の島々を行く（後編）         | |     |                  |
| 278 | 2018/8/9   | 大自然を満喫！ミズバショウの湿原 尾瀬                       | |     |                  |
| 279 | 2018/8/16  | 大自然尾瀬から日本一人口密度の低い秘境へ 尾瀬～檜枝岐       | |     |                  |
| 280 | 2018/8/23  | 夏の蔵王へ 宮城県名取～蔵王                                 | |     |                  |
| 281 | 2018/9/6   | 熊野古道 奈良県吉野〜天川                                   | |     |                  |
| 282 | 2018/9/13  | 熊野古道 奈良県十津川村                                     | 上北山村（大台ヶ原（正木峠・大蛇ぐら）〜馬ノ背）〜下北山村（小仲坊・大峯奥駈道第29靡前鬼山）〜十津川村<北海道新十津川村>（清納の滝〜下葛川集落〜瀞峡・瀞ホテル〜KIRIDAS〜谷瀬の吊り橋）〜八木新宮線（奈良交通十津川営業所〜上野地停留所〜大和八木駅〜葛城営業所）〜果無集落〜野猿〜玉置山・大峯奥駈道第10靡(玉置神社）〜熊野本宮大社（大峯奥駈道第1靡）                                                                      |     |                  |
| 283 | 2018/9/20  | 観光客が増加する工業都市 栃木県佐野                         | |     |                  |
| 284 | 2018/9/27  | 6年間ありがとうございました 京急線 品川～横浜               | |     |                  |

### くもじいの休日
| 回 | 放送日    | サブタイトル           | 紹介地域の補足、備考 |
| -- | --------- | ---------------------- | -------------------- |
| 1  | 2014/2/3  | 伊勢神宮 外宮          |                      |
| 2  | 2014/2/11 | おはらい町＆おかげ横丁 |                      |
| 3  | 2014/2/17 | 伊勢神宮 内宮          |                      |
| 4  | 2014/2/24 | 観光特急しまかぜ       |                      |
| 5  | 2014/3/3  | 鳥羽                   |                      |
| 6  | 2014/3/10 | 観光列車つどい         |                      |
| 7  | 2014/3/17 | 志摩スペイン村         |                      |
| 8  | 2014/3/24 | 賢島                   |                      |
| 9  | 2014/3/31 | 英虞湾                 |                      |

## スタッフ

### 地上波レギュラー放送
地上波レギュラー放送終了時点
- ナレーター - 横尾まり（#59以降）
- 構成 - 伊藤正宏、鈴木工務店
- カメラ - 野口克也、宮川量康
- ビジュアルフォーマット - 松本哲也
- VTR編集 - 武藤努、米沼元之
- MA - 大矢研二
- 音効 - 大久保吉久
- CG - 長澤剛史
- キャラクターデザイン - ニイルセン
- 番宣 - 大橋朋子（テレビ東京）
- デスク - 後藤由枝（同上）
- AD - 伊藤哲、操谷亮、中村優一郎、鈴木麻里恵
- ディレクター - 末永剛章・高橋弘樹・田中晋也（テレビ東京）、立野明史・市葉純一（零CREATE）、豊川康成
- プロデューサー - 高瀬義和（テレビ東京）、酒井英樹（零CREATE）
- チーフプロデューサー - 永井宏明（テレビ東京）
- 技術協力 - ヘリテック・エアロサービス、テクノマックス、テレビ東京アート、3×7、CC Factory
- 制作協力 - 零CREATE
- 製作著作 - テレビ東京

過去
- ナレーター - 野崎千華（#58まで）
- ディレクター - 杉本憲隆、帆足誠仁、小平英希、柴幸伸
- プロデューサー - 越山進、井関勇人

### plus
2018年8月現在。
- キャラクターデザイン - ニイルセン
- 音楽 - ☆Taku Takahashi（m-flo、block.fm）
- 空撮 - 野口克也
- ビジュアルフォーマット - 松本哲也
- 編集 - 河野匡昭、西田幸大、塔尾公彦
- MA - 長瀬貴広
- 音効 - クォンジンホ
- タイトルロゴ - MEDIACO
- CG - 北原信孝
- 技術協力 - 小川航空、株式会社ヘキサメディア、キューカンバー
- 協力 - MAPPLE
- ブレーン - 都路生
- 編成 - 豊田太郎（BSジャパン）
- 番宣 - 松坂忠光
- デスク - 西元美幸（BSジャパン）
- AD - 畠美波/千丈直人、浅川智実、広瀬萌子、河野展之、鈴木奏美
- ディレクター - 中村優一郎、笹原有翔、片岡義貴、五十嵐健太
- プロデューサー 演出 - 永井宏明（unit）
- プロデューサー - 荻野和人（テレビ東京）
- 制作協力 - unit
- 制作著作 - BSジャパン、テレビ東京

過去
- 編集 - 柳生俊一、若狭悠飛
- 技術協力 - ヌーベルバーグ、3×7
- 編成 - 柳川美波、若尾佳那（BSジャパン）
- 番宣 - 横須賀正人
- デスク - 岩渕里菜
- ディレクター - 立野明史、芝崎綾香、伊藤哲、岡崎昇平
- プロデューサー - 角田康治、岩尾庄一郎（テレビ東京）
- ナレーター - 塩田真弓、水原恵理（テレビ東京アナウンサー）

## ネット局・放送時間

### 特別番組
- 2008年1月27日 - 日曜ビッグバラエティ「空から日本を見てみよう」
- 2008年12月7日 - 日曜ビッグバラエティ「空から日本を見てみよう2」

### 地上波レギュラー放送
地上波レギュラー放送終了時点
| 対象対象地域   | 放送局         | 系列           | 放送日時           | ネット状況 |
| -------------- | -------------- | -------------- | ------------------ | ---------- |
| 関東広域圏     | テレビ東京     | テレビ東京系列 | 木曜 19:58 - 20:54 | 制作局     |
| 北海道         | テレビ北海道   | テレビ東京系列 | 木曜 19:58 - 20:54 | 同時ネット |
| 愛知県         | テレビ愛知     | テレビ東京系列 | 木曜 19:58 - 20:54 | 同時ネット |
| 大阪府         | テレビ大阪     | テレビ東京系列 | 木曜 19:58 - 20:54 | 同時ネット |
| 岡山県・香川県 | テレビせとうち | テレビ東京系列 | 木曜 19:58 - 20:54 | 同時ネット |
| 福岡県         | TVQ九州放送    | テレビ東京系列 | 木曜 19:58 - 20:54 | 同時ネット |
| 滋賀県         | びわ湖放送     | 独立局         | 木曜 19:58 - 20:54 | 同時ネット |
| 奈良県         | 奈良テレビ     | 独立局         | 木曜 19:58 - 20:54 | 同時ネット |
| 和歌山県       | テレビ和歌山   | 独立局         | 木曜 19:58 - 20:54 | 同時ネット |
| 岩手県         | IBC岩手放送    | TBS系列        | 金曜 15:50 - 16:44 | 遅れネット |
| 宮城県         | ミヤギテレビ   | 日本テレビ系列 | 日曜 5:50 - 6:45   | 遅れネット |
| 山形県         | 山形放送       | 日本テレビ系列 | 月曜 10:25 - 11:20 | 遅れネット |
| 福島県         | テレビユー福島 | TBS系列        | 土曜 15:00 - 16:00 | 遅れネット |
| 石川県         | テレビ金沢     | 日本テレビ系列 | 木曜 15:53 - 16:52 | 遅れネット |
| 三重県         | 三重テレビ     | 独立局         | 日曜 22:00 - 22:55 | 遅れネット |
| 高知県         | 高知放送       | 日本テレビ系列 | 月曜 9:55 - 10:50  | 遅れネット |
| 熊本県         | 熊本放送       | TBS系列        | 土曜 10:00 - 10:55 | 遅れネット |

- 2時間スペシャルの場合、一部ネット局では2回に分けて放送を行うことがあった。また、一部の回を飛ばして放送する場合もあった。

その他放送していた局
- 仙台放送（『日曜ビックバラエティ』で放送された2回のみ放送）
- 山梨放送（2010年4月に「#15 中央線」2時間スペシャルを単発放送）
- 新潟総合テレビ[注 16]（2011年4月18日打ち切り）
- テレビ山口（2010年7月2日打ち切り）
- テレビくまもと（2010年10月15日打ち切り、熊本放送へ移行）
- 長崎放送（2010年10月23日に「#36 長崎市」を単発放送）
- 岐阜放送（同時ネット、2011年3月打ち切り）
- 静岡朝日テレビ （不定期放送）

BS再放送
- BSジャパン[注 17]（2011年10月6日から12月22日まで放送） - 「BSジャパン」としては初回放送。放送順序はランダム、放送履歴も参照。

### plus
| 対象対象地域 | 放送局       | 系列                  | 放送期間                      | 放送日時           | ネット状況 |
| ------------ | ------------ | --------------------- | ----------------------------- | ------------------ | ---------- |
| 日本全域     | BSジャパン   | テレビ東京系列 BS放送 | 2012年10月2日 - 2018年9月27日 | 木曜 21:00 - 21:54 | 制作局     |
| 和歌山県     | テレビ和歌山 | 独立局                | 2012年12月21日 - 不明         | 金曜 9:00 - 9:55   | 遅れネット |

過去のネット局
いずれの局も遅れネット。
| 対象対象地域   | 放送局       | 系列           | 放送期間                      | 放送日時           |
| -------------- | ------------ | -------------- | ----------------------------- | ------------------ |
| 宮城県         | ミヤギテレビ | 日本テレビ系列 | 2012年11月4日 - 2015年9月29日 | 火曜 26:29 - 27:24 |
| 北海道         | テレビ北海道 | テレビ東京系列 | 2013年4月8日 - 2014年3月24日  | 月曜 12:05 - 13:00 |
| 鳥取県・島根県 | 山陰放送     | TBS系列        | 2013年4月19日 - 2016年4月1日  | 金曜 10:30 - 11:25 |
| 岩手県         | IBC岩手放送  | TBS系列        | 2014年4月2日 - 9月19日        | 金曜 25:42 - 26:37 |
| 奈良県         | 奈良テレビ   | 独立局         | 2014年7月9日 - 2016年9月28日  | 水曜 8:30 - 9:25   |
| 愛媛県         | 南海放送     | 日本テレビ系列 | 2015年10月 - 不明             | 土曜 16:00 - 16:55 |
| 山梨県         | 山梨放送     | 日本テレビ系列 | 2015年3月7日 - 2019年6月19日  | 土曜 9:30 - 10:25  |

#### BSテレ東再放送
- BSテレ東（2019年10月2日から2020年3月25日まで放送）、水曜 8:56 - 9:51、plus#239 - #263。

#### その他
- 放送エリアに関係する場所などは、単発扱いで放送される場合があった。
- また、テレビ和歌山などストック不足の番組の穴埋めに放送されることがあった。
- オープニング映像の画面中央にBS JAPANの文字がある宇宙から地球（日本）へ急接近する場面は地上波での放送では省かれ、雲の切れ目から日本上空を映すところからスタートとなった。ちなみにその部分はちょうど15秒で収まるようにできていた。

### くもじいの休日
| 対象対象地域 | 放送局     | 系列                  | 放送期間                     | 放送日時           | ネット状況 |
| ------------ | ---------- | --------------------- | ---------------------------- | ------------------ | ---------- |
| 日本全域     | BSジャパン | テレビ東京系列 BS放送 | 2014年2月3日 - 2014年3月31日 | 月曜 20:55 - 21:00 | 制作局     |

## DVD
2010年4月以降、放送内容をまとめたDVDが順次発売されている。発売元はテレビ東京、発売協力はテレビ東京メディアネット、販売元はポニーキャニオンである。なお、BGMはテレビ放送版と異なるものを使っている。また、収録は放送順ではなくランダムで、1巻につきレギュラー回が収録される場合は2回分、2時間スペシャルで収録される場合は1回分を収録する形式になっている。発売内容は放送履歴の項を参照。第1〜6巻は特典映像が収録されていなかったが、第7巻からは「もっとゆったり空中散歩」というタイトルで、本編の空撮映像からナレーションや追っかけテロップを省いたものが特典映像として収録されている。
2016年1月12日より分冊百科「隔週刊 空から日本を見てみよう DVDコレクション」が発売されている。発売元はデアゴスティーニ・ジャパンである。（2015年5月より中国地方の一部地域で試験販売されていた。）2019年10月29日発売第100号をもって発行を終了した。

## 歴代エンディングテーマ
いずれも地上波レギュラー時代のもの。なお『plus』からはオープニングと同一の曲を使用している。
- 川江美奈子『LIFE』（2009年10月15日 - 12月10日）
- スケルト・エイト・バンビーノ『What's Love? feat.SoulJa』（2010年1月14日 - 3月11日）
- 川嶋あい『空とつぼみ』（2010年4月8日 - 6月24日）
- rhythmic『ONE WAY』（2010年7月1日 - 9月16日）
- JiLL-Decoy association『THOUGHT I'D NEVER SEE YOU AGAIN』（2010年10月14日 - 12月16日）
- All Japan Goith×Skaraoke『Cha Cha Cha』（2011年1月20日 - 3月17日）
- ARARE『はじまりのキス』（2011年4月7日 - 6月30日）
- AOEQ『Pink Croud』（2011年7月28日 - 9月15日）

## 備考
- 地上アナログ放送でもレターボックスで放送され画面比が16：9で番組制作が行われるようになった2009年12月以降、提供クレジット時のテロップも左右にくもじいとくもみが吹き出しの文字で会話する演出となった。くもじいがその地域に関する小ネタを話し、それにくもみが共感したり、しらけたりして終わるパターンが多い。放送日近くの時事ネタも扱うことがあり、この部分に力を入れていることが垣間見える。
- 『plus』からはマルチコプターによる建物等の接近空撮も度々行われている。
- 工場を発見した時は、その工場の製造工程が紹介されることが多い。有名な製品の場合もあるが、一般には知名度は低いものその業界ではシェアが上位の製品も取り上げられる。時にはくもじいとくもみがその商品・製品にされ、視聴者プレゼントになる場合もある（ゴザ、タオルなど）。
- 市町村のデータや特徴がテロップで表示される。「#22 瀬戸内海の島々」では島のデータと特徴が、「#31 富士五湖」ではそれぞれのランクが表示された。
- 2009年11月度の月間ギャラクシー賞を受賞している。
- 地上波レギュラー放送終了後、大半のスポンサーは『水曜ミステリー9』に移行した。
- 2012年11月1日から、京王電鉄では井の頭線の1編成に導入した車両ビジョンにおいて、土曜・日曜を中心に「空から京王沿線を見てみよう」というタイトルで本番組の京王線・井の頭線の回を約2分に編集した映像を放映している[6]。
- 2018年5月17日は「薩摩半島武家屋敷の家並み＆カツオのまち　指宿～枕崎」と題して放送されたが，画面上部に「宿場と江戸舟運で栄えてきた蔵の街栃木」と関係のない誤ったテロップが放送中の大半に渡って表示された。2018年8月30日の再放送時にはすべて直されていた。

## パロディ
- 2011年1月1日に放送された『今年も生だよ芸人集合 笑いっぱなし伝説』の1コーナーとして、「クイズ!空から板尾を見てみよう」というパロディ企画が放送された。隅田川周辺地区や上野〜国立科学博物館〜東京スカイツリー周辺を板尾の行動ロケを中心にした構成となっており、ナレーションは本家と同様に伊武と柳原の2人が担当。くもじいとくもみも出演、さらに番組で使用されているテロップや演出も忠実に再現するなど、実質的なコラボレーション企画となった。
- 同じく2011年1月16日に放送された『neo sports』では、ファイターズ鎌ケ谷スタジアムで行われたプロ野球・北海道日本ハムファイターズの新人歓迎式典に登場した斎藤佑樹を特集する一環として、『空から佑ちゃんを見てみよう』という、当番組を意識したスタイルを用いた。
- 2012年1月14日に放送された『ジョージ・ポットマンの平成史』「友達いないと不安史（後編）」には、『坂の上の雲』を紹介するシーンに、雁水坂の上に置かれたくもじいとくもみのぬいぐるみが登場した。
- 2013年1月17日（16日深夜）放送の番組きらきらアフロの企画コーナー「そばから鶴瓶を見てみよう」と 題し番組宣伝も兼ねて放送。キャラクターや声優陣も本家と同じ。また、このコラボは同じテレビ東京で制作、放送されているために実現した。
- 2015年11月9日に放送された『ゴゴスマ -GO GO!Smile!-』（CBCテレビ制作）にて、「撮れたて!最新紅葉ウォッチング 空からも紅葉を見てみよう」という企画コーナーが放送された。コーナーのロゴは本家とほぼ似ているものの紅葉の右上にもみじの葉が描かれている。また、同年12月21日放送回にて「空からクリスマスイルミを見てみよう」と言う企画コーナーが放送された。
- 2018年からケーブルネット296の番組でくもじいに似たキャラクター（スマホ仙人）が登場する。